# Lapis-Systematik
Die Lapis-Systematik ist eine von dem Mineralogen und Geologen Stefan Weiß entwickelte Systematik der Minerale, die zuletzt 2018 mit der Publikation Das große Lapis-Mineralienverzeichnis herausgegeben wurde. Sie basiert formal auf der von Karl Hugo Strunz entwickelten Systematik der Minerale in der 8. Auflage, wurde aber regelmäßig nach dem Stand der Mineralogie überarbeitet und angepasst sowie um die neu entdeckten Minerale ergänzt.
Aus Rücksicht auf private Sammler und institutionelle Sammlungen wurde das Format der System-Nummern in der Lapis-Systematik nicht mit Erscheinen der Strunz Mineralogical Tables 2001 (siehe auch Systematik der Minerale nach Strunz (9. Auflage)) umgestellt.
Aufbau der Systematik
Der Aufbau der System-Nummern entspricht grundsätzlich derjenigen nach Strunz in der 8. Auflage:
- Die erste, römische Ziffer bezeichnet die Mineralklasse (z. B.: I Elemente)
  - Nach dem Schrägstrich folgt, verschlüsselt mit Großbuchstaben, die Abteilung innerhalb der Klasse (z. B.: I/A. Elemente – Metalle und intermetallische Verbindungen)
    - Die arabischen Ziffern stehen für die zu Gruppen zusammengefassten, eng verwandten Minerale innerhalb der Abteilung (z. B.: I/A.01 Elemente – Metalle und intermetallische Verbindungen – mit vorherrschend Kupfer, Silber und Gold)

Von der Anerkennung als eigenständiges Mineral abweichender, besonders markierter Status:
(H) = Hypothetisches Mineral (synthetisch, anthropogen o. ä.), (N) = Veröffentlicht ohne Anerkennung durch die IMA/CNMNC, (Q) = Fraglich, (D) = Diskreditiert von der IMA/CNMNC

## I Elemente
Die Klasse der Elementminerale umfasst neben den gediegen vorkommenden chemischen Elementen auch Legierungen und intermetallische Verbindungen sowie Carbide und Verwandte, aufgeteilt in Metalle, Halbmetalle und Nichtmetalle.

### I/A. Metalle und intermetallische Verbindungen
- I/A.01: Anyuiit, Auricuprid, Bogdanovit, Cuproaurid (Q), Gold, Hunchunit, Kupfer, Novodneprit, Silber, Tetra-Auricuprid, Yuanjiangit
- I/A.02: Aurihydrargyrumit, Belendorffit, Bleiamalgam, Eugenit, Goldamalgam, Kolymit, Luanheit, Moschellandsbergit, Paraschachnerit, Potarit, Quecksilber, Schachnerit, Weishanit
- I/A.03: Aluminium, Cupalit, Ikosaedrit, Khatyrkit, Steinhardtit
- I/A.04: Cadmium, Danbait, Messing, Tongxinit, Zhanghengit, Zink
- I/A.05: Blei, Indium, Zinn
- I/A.06: Chrom, Chromferid, Ferchromid, Tantal, Titan, Wolfram
- I/A.07: Eisen, Mangan (N), Vanadium, Wairauit
- I/A.08: Awaruit, Jedwabit, Nickel, Nisnit, Taenit, Tetrataenit

- I/A.09 bis 12 – Carbide, Nitride, Phosphide und Silicide (metallartige Verbindungen)
  - I/A.09: Cohenit, Haxonit, Hongquiit, Isovit, Khamrabaevit, Niobocarbid, Qusongit, Tantalcarbid, Tongbait, Yarlongit
  - I/A.10: Carlsbergit, Nierit, Osbornit, Qingsongit, Roaldit, Siderazot, Sinoit
  - I/A.11: Allabogdanit, Andreyivanovit, Barringerit, Florenskyit, Halamishit, Melliniit, Monipit, Negevit, Nickelphosphid, Schreibersit, Transjordanit, Zuktamrurit
  - I/A.12: Brownleeit, Linzhiit (ehemals Ferdisilicit), Gupeiit, Hapkeit, Luobusait, Mavlyanovit, Naquit (ehemals Fersilicit), Palladosilicid, Perryit, Suessit, Xifengit, Zangboit

- I/A.13 bis 17 – Platinmetalle und Platin-Eisen-Verbindungen, Verbindungen mit Zinn/Blei und Verwandte
  - I/A.13: Garutiit, Hexaferrum, Hexamolybdän, Osmium, Rhenium, Rutheniridosmin, Ruthenium
  - I/A.14: Damiaoit, Hongshiit, Iridium, Kitagohait, Palladium, Platin, Rhodium, Skaergaardit, Yixunit
  - I/A.15: Bortnikovit, Chengdeit, Ferronickelplatin, Isoferroplatin, Nielsenit, Tetraferroplatin, Tulameenit
  - I/A.16: Atokit, Niggliit, Norilskit, Palarstanid, Plumbopalladinit, Rustenburgit, Stannopalladinit, Zvyagintsevit
  - I/A.17: Cabriit, Paolovit, Taimyrit (ehemals Taimyrit-I), Tatyanait

### I/B. Halbmetalle und Nichtmetalle
- I/B.01: Arsengruppe: Antimon, Arsen, Arsenolamprit, Bismut, Paradocrasit, Pararsenolamprit, Stibarsen
- I/B.02: Chaoit, Diamant, Fullerit (Q), Graphit, Lonsdaleit, Moissanit
- I/B.03: Rosickýit, Schwefel, Selen, Tellur
- I/B.04: unbesetzt
- I/B.05: Silicium

## II Sulfide und Sulfosalze
Die Klasse der Sulfide und Sulfosalze umschließt die chemisch verwandten Verbindungen der Selenide, Telluride, Arsenide, Antimonide und Bismutide.

### II/A. Legierungen und legierungsartige Verbindungen
- II/A.01 bis 04 – mit Kupfer, Silber, Gold und Nickel
  - II/A.01: Algodonit, Cuprostibit, Domeykit, Trigodomeykit (Rn, ehemals Domeykit-β[1]), Koutekit, Kutinait, Novákit
  - II/A.02: Allargentum, Dyskrasit
  - II/A.03: Bezsmertnovit, Bilibinskit, Maldonit
  - II/A.04: Maucherit, Orcelit

- II/A.05 bis 07 – mit Metallen der Platingruppe
  - II/A.05: Arsenopalladinit, Atheneit, Genkinit, Isomertieit, Majakit, Menshikovit, Pseudomertieit (ehemals Mertieit-I), Mertieit (ehemals Mertieit-II), Miessiit, Naldrettit, Palladoarsenid, Palladobismutoarsenid, Palladodymit, Polkanovit, Rhodarsenid, Stibiopalladinit, Stillwaterit, Törnroosit, Ungavait, Vincentit, Zaccariniit
  - II/A.06: Chrisstanleyit, Coldwellit, Jacutingait, Jagüéit, Luberoit, Oosterboschit, Tischendorfit, Vasilit
  - II/A.07: Borovskit, Keithconnit, Kojonenit, Kravtsovit, Oulankait, Sopcheit, Telargpalit, Telluropalladinit, Temagamit

### II/B. Sulfide, Selenide und Telluride mit dem Stoffmengenverhältnis Metall: S,Se,Te > 1: 1
- II/B.01: Kupfersulfide: Anilith, Chalkosin, Digenit, Djurleit, Geerit, Roxbyit, Spionkopit, Yarrowit
- II/B.02: Komplexe Kupfer-Eisen-Sulfide: Betechtinit, Bornit, Calvertit, Gortdrumit

- II/B.03 bis 04 – Selenide mit vorherrschend Kupfer
  - II/B.03: Athabascait, Bellidoit, Berzelianit, Crookesit, Sabatierit, Umangit
  - II/B.04: Rickardit, Weissit

- II/B.05 bis 08 – Sulfide, Selenide und Telluride mit vorherrschend Kupfer, Silber und Gold
  - II/B.05: Aguilarit, Akanthit (Argentit > 173 °C), Cervelleit, Chenguodait, Empressit, Hessit, Naumannit, Stützit, Tsnigriit
  - II/B.06: Brodtkorbit, Eukairit, Henryit, Imiterit, Jalpait, Mckinstryit, Selenojalpait, Stromeyerit
  - II/B.07: Criddleit, Fischesserit, Kurilit, Muthmannit, Penzhinit, Petrovskait, Petzit, Uytenbogaardtit
  - II/B.08: Alburnit, Argyrodit, Canfieldit, Putzit, Spryit

- II/B.09 bis 11 – komplexe Sulfide und Selenide, mit vorherrschend Kupfer, Quecksilber und Thallium
  - II/B.09: Balkanit, Danielsit, Furutobeit, Schlemait
  - II/B.10: Eldragónit, Mazzettiit, Petrovicit
  - II/B.11: Carlinit

- II/B.12 bis 17 – Sulfide mit vorherrschend Nickel, Cobalt, Rhodium und Palladium
  - II/B.12: Heazlewoodit, Laflammeit, Oregonit, Parkerit, Pašavait, Rhodplumsit, Shandit
  - II/B.13: Vozhminit
  - II/B.14: Donharrisit
  - II/B.15: Hauchecornitgruppe: Arsenohauchecornit, Bismutohauchecornit, Hauchecornit, Tellurohauchecornit, Tučekit
  - II/B.16: Pentlanditgruppe: Argentopentlandit, Cobaltpentlandit, Geffroyit, Manganoshadlunit (N), Miassit, Palladseit, Pentlandit, Shadlunit
  - II/B.17: Godlevskit, Horomanit, Kharaelakhit, Mackinawit, Samaniit, Sugakiit

### II/C. Sulfide mit dem Stoffmengenverhältnis Metall: S,Se,Te ≈ 1: 1
- II/C.01: Sphaleritgruppe: Browneit, Coloradoit, Hawleyit, Ishiharait, Metacinnabarit, Polhemusit, Rudashevskyit, Sphalerit, Stilleit, Tiemannit
- II/C.02: Lautit
- II/C.03: Chalkopyritgruppe: Chalkopyrit, Eskebornit, Gallit, Laforêtit, Lenait, Roquesit
- II/C.04: Haycockit, Isocubanit, Mooihoekit, Orickit, Putoranit, Talnakhit, Wilhelmramsayit
- II/C.05: Picotpaulit, Raguinit
- II/C.06: Stannitgruppe: Barquillit, Briartit, Černýit, Famatinit, Ferrokësterit, Hocartit, Kësterit, Keutschit, Kuramit, Luzonit, Permingeatit, Petrukit, Pirquitasit, Rhodostannit, Sakuraiit, Stannit, Toyohait, Velikit
- II/C.07: Omariniit, Stannoidit
- II/C.08: Chatkalit, Mawsonit
- II/C.09: Catamarcait, Hemusit, Kiddcreekit
- II/C.10: Colusit, Germanit, Germanocolusit, Maikainit, Morozeviczit, Nekrasovit, Ovamboit, Polkovicit, Renierit, Stibiocolusit, Sulvanit, Vinciennit
- II/C.11: Tetraedritgruppe: Annivit (D), Argentotennantit-(Zn), Argentotetraedrit, Chaméanit, Freibergit, Giraudit-(Zn), Goldfieldit, Hakit-(Hg), Mgriit, Tennantit, Tetraedrit
- II/C.12: Aktashit, Gruzdevit, Nowackiit, Sinnerit, Watanabeit
- II/C.13: Buseckit, Cadmoselit, Greenockit, Rambergit, Wurtzit
- II/C.14: Agmantinit, Argentopyrit, Cubanit, Enargit, Sternbergit, Stibioenargit
- II/C.15: Alabandin, Altait, Clausthalit, Crerarit, Galenit, Keilit, Niningerit, Oldhamit
- II/C.16: Aramayoit, Baumstarkit, Bohdanowiczit, Cuboargyrit, Matildit, Miargyrit, Schapbachit, Volynskit
- II/C.17: Abramovit, Coirait, Franckeit, Herzenbergit, Kylindrit, Lévyclaudit, Merelaniit, Mohit, Stistait, Suredait, Teallit, Znamenskyit
- II/C.18: Cinnabarit, Hypercinnabarit
- II/C.19: Achávalit, Heideit, Jaipurit, Modderit, Pyrrhotin, Smythit, Troilit, Westerveldit
- II/C.20: Nickelingruppe: Breithauptit, Cherepanovit, Freboldit, Hexatestibiopanickelit (N), Kotulskit, Langisit, Nickelin, Polarit, Ruthenarsenit, Sederholmit, Sobolevskit, Sorosit, Stumpflit, Sudburyit, Vavřínit, Wassonit
- II/C.21: Lapieit, Lisiguangit, Mäkinenit, Malyshevit, Millerit, Mückeit, Zlatogorit
- II/C.22: Covellin, Erazoit, Idait, Klockmannit, Nukundamit
- II/C.23: Ekplexit, Ferrotochilinit, Ferrovalleriit, Haapalait, Kaskasit, Manganokaskasit, Tochilinit, Valleriit, Vyalsovit, Yushkinit
- II/C.24: Vulcanit
- II/C.25: Braggit, Cooperit, Vysotskit

### II/D. Sulfide mit dem Stoffmengenverhältnis Metall: S,Se,Te < 1: 1
- II/D.01: Linneitgruppe: Bornhardtit, Cadmoindit, Carrollit, Cuprokalininit, Daubréelith, Fletcherit, Florensovit, Greigit, Indit, Kalininit, Linneit, Polydymit, Siegenit, Trüstedtit, Tyrrellit, Violarit
- II/D.02: Cuproiridsit, Cuprorhodsit, Ferrorhodsit (D), Kingstonit, Malanit, Xingzhongit
- II/D.03: Inaglyit, Konderit
- II/D.04: unbesetzt
- II/D.05: Brezinait, Murchisit, Wilkmanit
- II/D.06: Bowieit, Daomanit, Kashinit
- II/D.07: Edgarit, Paxit
- II/D.08: Antimonselit, Bismuthinit, Guanajuatit, Metastibnit, Ottemannit, Pääkkönenit, Stibnit (auch Antimonit)
- II/D.09: Tetradymitgruppe: Kawazulith, Paraguanajuatit, Skippenit, Tellurantimon, Tellurobismutit, Tetradymit
- II/D.10: Baksanit, Ingodit, Nevskit, Protojoséit, Sulphotsumoit, Sztrókayit, Telluronevskit, Tsumoit, Vihorlatit
- II/D.11: Ikunolith, Joséit-A, Joséit-B, Laitakarit, Pilsenit
- II/D.12: Aleksit, Babkinit, Kochkarit, Poubait, Rucklidgeit, Saddlebackit
- II/D.13: Hedleyit

- II/D.14 bis 16 – Telluride mit Kupfer, Silber und Gold
  - II/D.14: Cameronit, Tarkianit
  - II/D.15: Buckhornit, Jaszczakit, Jonassonit, Montbrayit, Museumit, Nagyágit
  - II/D.16: Calaverit, Honeait, Kostovit, Krennerit, Sylvanit

- II/D.17: Pyritgruppe: Aurostibit, Cattierit, Changchengit, Dzharkenit, Erlichmanit, Fukuchilit, Geversit, Hauerit, Insizwait, Kruťait, Laurit, Maslovit, Mayingit, Michenerit, Padmait, Penroseit, Pyrit, Sperrylith, Testibiopalladit, Trogtalit, Vaesit, Villamanínit
- II/D.18: Cobaltitgruppe: Cobaltit, Gersdorffit, Hollingworthit, Irarsit, Jolliffeit, Kalungait, Milotait, Platarsit, Tolovkit, Ullmannit, Willyamit
- II/D.19: Krutovit
- II/D.20: Markasitgruppe: Anduoit, Ferroselit, Frohbergit, Iridarsenit, Kullerudit, Markasit, Mattagamit, Omeiit, Petříčekit
- II/D.21: Borishanskiit, Froodit, Urvantsevit
- II/D.22: Arsenopyritgruppe: Alloklas, Arsenopyrit, Glaukodot, Gudmundit, Osarsit, Ruarsit
- II/D.23: Löllingitgruppe: Costibit, Löllingit, Nisbit, Oenit, Rammelsbergit, Safflorit, Seinäjokit
- II/D.24: Klinosafflorit, Paracostibit, Pararammelsbergit
- II/D.25: Castaingit (D), Drysdallit, Jordisit, Molybdänit, Rheniit, Tungstenit
- II/D.26: Dzhezkazganit (D)
- II/D.27: Bambollait
- II/D.28: Melonitgruppe: Berndtit, Kitkait, Melonit, Merenskyit, Moncheit, Shuangfengit, Sudovikovit, Verbeekit
- II/D.29: Ferroskutterudit, Gaotaiit, Iridisit (D), Kieftit, Nickelskutterudit, Skutterudit

### II/E. Sulfosalze (S: As,Sb,Bi = x)
- II/E.01 bis 04 – Sulfosalze mit vorherrschend Eisen/Kupfer (x= 2,0 bis 1,6)
  - II/E.01: Berthierit, Garavellit, Graţianit, Klerit
  - II/E.02: Larosit
  - II/E.03: Bytízit, Skinnerit, Wittichenit
  - II/E.04: Chalkostibit, Cuprobismutit, Emplektit, Grundmannit, Hansblockit, Hodrušit, Kupčíkit, Pizgrischit, Příbramit, Quijarroit

- II/E.05 bis 09 – Sulfosalze mit vorherrschend Silber (x= 6,0 bis 1,6)
  - II/E.05: Benleonardit, Billingsleyit, Cupropearceit, Cupropolybasit, Pearceit, Polybasit, Selenopolybasit
  - II/E.06: Arcubisit, Fettelit, Selenostephanit, Stephanit
  - II/E.07: Debattistiit, Eckerit, Manganoquadratit, Proustit, Pyrargyrit, Pyrostilpnit, Quadratit, Samsonit, Xanthokon
  - II/E.08: Dervillit, Ferdowsiit, Smithit, Trechmannit
  - II/E.09: Pavonitreihe: Benjaminit, Borodaevit, Cupromakopavonit, Cupromakovickyit, Cupropavonit, Dantopait, Makovickyit, Mummeit, Pavonit

- II/E.10 bis 14 – Sulfosalze mit vorherrschend Thallium/Quecksilber (x= 4,0 bis 1,6)
  - II/E.10: Fangit
  - II/E.11: Galkhait
  - II/E.12: Arsiccioit, Christit, Ellisit, Erniggliit, Ferrostalderit, Hatchit, Laffittit, Raberit, Ralphcannonit, Routhierit, Sicherit, Spaltiit, Stalderit, Wallisit
  - II/E.13: Edenharterit, Grumiplucit, Hutchinsonit, Jentschit, Livingstonit, Lorándit, Richardsollyit, Simonit, Tvalchrelidzeit, Vaughanit, Vrbait, Weissbergit
  - II/E.14: Bernardit, Boscardinit, Chabournéit, Dalnegroit, Gabrielit, Gillulyit, Imhofit, Jankovićit, Parapierrotit, Philrothit, Pierrotit, Protochabournéit, Rebulit

- II/E.15: Blei-Sulfosalze mit As/Sb (x= 3,8 bis 3,1): Geokronit, Gratonit, Jordanit, Lengenbachit, Meneghinit, Tsugaruit

- II/E.16 bis 18 – Blei-Sulfosalze mit As/Sb (x=3,0 bis 2,5)
  - II/E.16: Bournonit, Seligmannit
  - II/E.17: Diaphorit, Freieslebenit, Marrit, Owyheeit, Zoubekit
  - II/E.18: Dufrénoysit, Veenit

- II/E.19 bis 21 – Blei-Sulfosalze mit Sb (x=3,0 bis 1,9)
  - II/E.19: Ardait, Boulangerit, Falkmanit, Jaskólskiit, Moëloit, Pillait
  - II/E.20: Ciriottiit, Dadsonit, Disulfodadsonit, Launayit, Madocit, Meerschautit, Parasterryit, Pellouxit, Playfairit, Sorbyit, Sterryit
  - II/E.21: Chovanit, Fülöppit, Heteromorphit, Plagionit, Rayit, Semseyit

- II/E.22 bis 23 – komplexe Blei-Sulfosalze (Pb-Fe/Mn, Pb-Ag) mit Sb (x=2,3 bis 2,0)
  - II/E.22: Benavidesit, Jamesonit
  - II/E.23: Arsenquatrandorit, Quatrandorit (ehemals Andorit IV), Senandorit (ehemals Andorit VI),[1] Fizélyit, Menchettiit, Ramdohrit, Roshchinit, Uchucchacuait

- II/E.24 bis 26 – Blei-Sulfosalze mit As/Sb (x= 2,3 bis 1,8)
  - II/E.24: Argentobaumhauerit, Baumhauerit, Bernarlottiit, Robinsonit
  - II/E.25: Argentoliveingit, Barikait, Carducciit, Dekatriasartorit, Enneasartorit, Guettardit, Hendekasartorit, Heptasartorit, Hyršlit, Incomsartorit, Liveingit, Marumoit, Polloneit, Rathit, Sartorit, Twinnit
  - II/E.26: Scainiit, Tubulit, Zinkenit

- II/E.27: Kirkiit, Mutnovskit, Tazieffit, Vurroit

- II/E.28 bis 35 – Blei-Sulfosalze mit Bismut (x= 6,0 bis 1,6)
  - II/E.28: Ángelait, Miharait
  - II/E.29: Aschamalmit, Heyrovskýit
  - II/E.30: Aikinitreihe: Aikinit, Emilit, Friedrichit, Gladit, Hammarit, Krupkait, Kudriavit, Lindströmit, Paarit, Pekoit, Salzburgit, Součekit
  - II/E.31: Lillianitreihe: Eskimoit, Gustavit, Jasrouxit, Lillianit, Oscarkempffit, Ourayit, Schirmerit, Terrywallaceit, Treasurit, Vikingit, Xilingolith
  - II/E.32: Cuproneyit, Neyit
  - II/E.33: Berryit, Daliranit, Eclarit, Giessenit, Izoklakeit, Kobellit, Marrucciit, Nuffieldit, Rouxelit, Tintinait
  - II/E.34: Galenobismutitreihe: Cannizzarit, Cosalit, Felbertalit, Galenobismutit, Junoit, Litochlebit, Mozgovait, Nordströmit, Paděrait, Proudit, Watkinsonit, Weibullit, Wittit
  - II/E.35: Ustarasit

### II/F. Sulfide mit nichtmetallischem Charakter
- II/F.01: Patrónit

- II/F.02 bis 03 – Arsenrulfide
  - II/F.02: Alacránit, Anauripigment, Auripigment, Bonazziit, Dimorphin, Duranusit, Laphamit, Pararealgar, Realgar, Uzonit
  - II/F.03: Getchellit, Wakabayashilith

- II/F.04 bis 10 – Alkalisulfide
  - II/F.04: Bukovit, Chalkothallit, Colimait, Murunskit, Rohait, Thalcusit
  - II/F.05: Chvilevait
  - II/F.06: Djerfisherit, Owensit, Thalfenisit
  - II/F.07: Bartonit, Chlorbartonit, Pautovit, Rasvumit
  - II/F.08: Caswellsilverit, Cronusit, Dzierżanowskit, Schöllhornit
  - II/F.09: Coyoteit, Erdit
  - II/F.10: Ambrinoit, Gerstleyit

- II/F.11 bis 12 – Oxisulfide
  - II/F.11: Cetineit, Kermesit, Ottensit, Sarabauit
  - II/F.12: Bazhenovit, Viaeneit

- II/F.13 bis 15 – Halogensulfide (Sulfohalide) mit Quecksilber/Blei und Verwandte
  - II/F.13: Capgaronnit, Iltisit, Perroudit
  - II/F.14: Arzakit, Corderoit, Grechishchevit, Kenhsuit, Lavrentievit, Radtkeit
  - II/F.15: Kolarit, Radhakrishnait

- II/F.16: Demicheleit-(Br), Demicheleit-(Cl), Demicheleit-(I)

## III Halogenide
Die Klasse der Halogenide umschließt die Fluoride, Chloride, Bromide und Iodide.

### III/A. Einfache Halogenide
- III/A.01 bis 05 – Wasserfreie Halogenide mit dem Stoffmengenverhältnis Metall : Halogen = 1 : 1
  - III/A.01: Marshit, Miersit, Nantokit
  - III/A.02: Bromargyrit, Carobbiit, Chlorargyrit, Griceit, Halit, Sylvin, Villiaumit
  - III/A.03: Jodargyrit, Tocornalit
  - III/A.04: Lafossait, Salmiak
  - III/A.05: Kalomel, Kuzminit, Moschelit

- III/A.06 bis 11 – Wasserfreie Halogenide mit dem Stoffmengenverhältnis Metall : Halogen = 1 : 2, 1 : 3
  - III/A.06: Sellait
  - III/A.07: Chloromagnesit, Lawrencit, Scacchit, Tolbachit
  - III/A.08: Coccinit, Fluorit, Fluorocronit, Frankdicksonit, Gagarinit-(Ce), Gagarinit-(Y), Håleniusit-(La), Laurelit, Polezhaevait-(Ce), Strontiofluorit, Tveitit-(Y)
  - III/A.09: Chlorocalcit, Javorieit, Molysit, Oskarssonit
  - III/A.10: Fluocerit-(Ce), Fluocerit-(La), Waimirit-(Y)
  - III/A.11: Gananit

- III/A.12 bis 13 – Wasserhaltige Halogenide mit dem Stoffmengenverhältnis Metall : Halogen = 1 : 1 bis 1 : 3
  - III/A.12: Antarcticit, Bischofit, Eriochalcit, Ghiarait, Hydrohalit, Nickelbischofit, Rokühnit, Sinjarit
  - III/A.13: Cadwaladerit, Chloraluminit, Hydromolysit, Lesukit

### III/B. Doppelhalogenide
- III/B.01 bis 03 – mit [BF4]1−, [SiF6]2− und [AlF6]3−
  - III/B.01: Avogadrit, Barberiit, Ferruccit, Knasibfit
  - III/B.02: Bararit, Demartinit, Heklait, Hieratit, Kryptohalit, Malladrit
  - III/B.03: Bøgvadit, Calcjarlit, Colquiriit, Elpasolith, Fluornatrocoulsellit (Rn), Jarlit, Jørgensenit, Kryolith, Kryolithionit, Simmonsit

### III/C. Doppelhalogenide (meist mit OH, H2O)
- III/C.01 bis 05 – Fluoride
  - III/C.01: Acuminit, Artroeit, Chukhrovit-(Ca), Chukhrovit-(Ce), Chukhrovit-(Nd), Chukhrovit-(Y), Creedit, Gearksutit, Jakobssonit, Leonardsenit, Meniaylovit, Tikhonenkovit
  - III/C.02: Pachnolith, Thomsenolith, Yaroslavit
  - III/C.03: Carlhintzeit, Chiolith, Hydrokenoralstonit, Karasugit, Neighborit, Prosopit, Rosenbergit, Thermessait, Thermessait-(NH4), Topsøeit, Usovit, Weberit
  - III/C.04: Aravaipait, Calcioaravaipait
  - III/C.05: Bøggildit, Stenonit

- III/C.06 bis 08 – Chloride
  - III/C.06: Chlormanganokalit, Rinneit, Saltonseait
  - III/C.07: Douglasit, Erythrosiderit, Kremersit, Mitscherlichit
  - III/C.08: Carnallit, Koenenit, Redikortsevit, Tachyhydrit

### III/D. Oxihalogenide
- III/D.01 bis 05 – Oxihalogenide mit Mg-Mn-Cu-Zn-Sn
  - III/D.01: Anthonyit, Atacamit, Belloit, Bobkingit, Botallackit, Calumetit, Gillardit, Haydeeit, Herbertsmithit, Hibbingit, Iyoit, Kapellasit, Kempit, Klinoatacamit, Korshunovskit, Leverettit, Melanothallit, Misakiit, Nepskoeit, Paratacamit, Paratacamit-(Mg), Paratacamit-(Ni), Tondiit
  - III/D.02: Avdoninit, Centennialit, Chrysothallit, Cryobostryxit, Dioskouriit, Flinteit, Mellizinkalit, Ponomarevit, Sanguit, Vondechenit (D)
  - III/D.03: Ammineit, Barlowit, Buttgenbachit, Claringbullit, Connellit, Gordait, Khaidarkanit, Simonkolleit, Thérèsemagnanit
  - III/D.04: Zharchikhit, Zirklerit
  - III/D.05: Abhurit, Panichiit

- III/D.06 bis 07 – Oxihalogenide mit Quecksilber
  - III/D.06: Aurivilliusit, Comancheit, Eglestonit, Gianellait, Hanawaltit, Kadyrelit, Kleinit, Mosesit, Pinchit, Poyarkovit, Tedhadleyit, Terlinguacreekit, Terlinguait, Vasilyevit
  - III/D.07: Kelyanit

- III/D.08 bis 12 – Oxihalogenide mit Pb-Bi-Sb und verwandte Verbindungen
  - III/D.08: Brontesit, Challacolloit, Cotunnit, Fiedlerit, Hephaistosit, Laurionit, Paralaurionit, Pseudocotunnit, Steropesit
  - III/D.09: Argesit, Bismoclit, Daubréeit, Matlockit, Rorisit, Zavaritskit, Zhangpeishanit
  - III/D.10: Asisit, Blixit, Chubutit (D), Damarait, Ekdemit, Heliophyllit (D), Hereroit, Kombatit, Mendipit, Mereheadit, Nadorit, Parkinsonit, Penfieldit, Perit, Philolithit, Pinalit, Rickturnerit, Rumseyit, Sahlinit, Schwartzembergit, Seeligerit, Sundiusit, Symesit, Telluroperit, Thorikosit, Vladkrivovichevit, Yeomanit
  - III/D.11: Onoratoit
  - III/D.12: Bideauxit, Boleit, Chloroxiphit, Cumengeit, Diaboleit, Hämatophanit, Pseudoboleit, Siidrait, Yedlinit

- III/D.13: Cabvinit

## IV Oxide und Hydroxide
Die Klasse der Oxide und Hydroxide umfasst auch die verwandten Verbindungen der Arsenite, Antimonite, Bismutite, Sulfite, Selenite, Tellurite, Iodate und der V[5,6]-Vanadate sowie der Uranyl-Hydroxide.

### IV/A. Oxide mit dem Stoffmengenverhältnis Metall:Sauerstoff=1:1 und 2:1 (M2O, MO)
- IV/A.01: Eis
- IV/A.02: Cuprit
- IV/A.03: Bromellit, Zinkit
- IV/A.04: Periklasgruppe: Bunsenit, Calciumoxid, Manganosit, Monteponit, Murdochit, Palladinit, Periklas, Wüstit
- IV/A.05: Crednerit, Delafossit, Mcconnellit, Paramelaconit, Tenorit
- IV/A.06: Lithargit, Massicotit, Montroydit
- IV/A.07: Bitikleit, Brownmillerit, Chlorkyuygenit, Chlormayenit, Dzhuluit, Elbrusit, Fluorkyuygenit, Fluormayenit, Shulamitit, Srebrodolskit, Tululit, Usturit
- IV/A.08: Hydroromarchit, Romarchit

### IV/B. Oxide mit dem Stoffmengenverhältnis Metall:Sauerstoff=3:4 (Spinelltyp M3O4und verwandte Verbindungen)
- IV/B.01 bis 04 – Spinellgruppe
  - IV/B.01: Aluminat-Spinelle: Gahnit, Galaxit, Hercynit, Spinell
  - IV/B.02: Ferrit-Spinelle: Cuprospinell, Franklinit, Jakobsit, Magnesioferrit, Magnetit, Trevorit
  - IV/B.03: Chromit-Spinelle: Chromit, Cochromit, Magnesiochromit, Manganochromit, Nichromit, Zincochromit
  - IV/B.04: V/Ti/Ge-Spinelle: Brunogeierit, Coulsonit, Magnesiocoulsonit, Qandilit, Ulvöspinell, Vuorelainenit

- IV/B.05: Filipstadit, Harmunit, Hausmannit, Hetaerolith, Hydrohetaerolith, Iwakiit, Marokit, Tegengrenit, Wernerkrauseit, Xieit
- IV/B.06: Apuanit, Kusachiit, Minium, Schafarzikit, Versiliait
- IV/B.07: Chrysoberyll, Ferrotaaffeit (Rn), Magnesiotaaffeit (Rn), Mariinskit, Swedenborgit
- IV/B.08: Kudryavtsevait
- IV/B.09: Dmitryivanovit, Grossit, Krotit
- IV/B.10: Tashelgit

### IV/C. Oxide mit dem Stoffmengenverhältnis Metall:Sauerstoff = 2:3 (M2O3und verwandte Verbindungen)
- IV/C.01: Auroantimonat, Claudetit, Stibioclaudetit, Valentinit
- IV/C.02: Arsenolith, Bismit, Chrombismit, Dukeit, Senarmontit, Sillénit, Sphaerobismoit
- IV/C.03: Avicennit, Bixbyit-(Mn) (Rn, ehemals Bixbyit), Kangit, Panguit, Yttriait-(Y)
- IV/C.04: Hämatitgruppe: Eskolait, Hämatit, Karelianit, Korund, Tistarit
- IV/C.05: Ilmenitgruppe: Brizziit, Ecandrewsit, Geikielith, Ilmenit, Melanostibit, Pyrophanit
- IV/C.06: Luogufengit, Maghemit
- IV/C.07: Ferrohögbomit-2N2S, Ferronigerit (Rn), Freudenbergit, Iseit, Kamiokit, Magnesiobeltrandoit-2N3S, Magnesiohögbomit (Rn), Magnesionigerit (Rn), Majindeit, Nolanit, Rinmanit, Zincohögbomit (Rn)
- IV/C.08: Magnetoplumbitgruppe: Barioferrit, Bartelkeit, Batiferrit, Chihuahuait (Rn), Diaoyudaoit, Haggertyit, Hawthorneit, Hibonit, Lindqvistit, Magnetoplumbit, Nežilovit, Otjisumeit, Plumboferrit, Yimengit, Zenzénit
- IV/C.09: Crichtonitgruppe: Almeidait, Cleusonit, Crichtonit, Davidit-(Ce), Davidit-(La), Davidit-(Y) (N, möglicherweise identisch mit Gramaccioliit-(Y)), Dessauit-(Y), Gramaccioliit-(Y), Landauit, Lindsleyit, Loveringit, Mapiquiroit, Mathiasit, Mianningit, Paseroit, Senait
- IV/C.10: Perowskit-Reihe: Barioperowskit, Isolueshit, Lakargiit, Latrappit, Loparit (ehemals Loparit-(Ce)), Lueshit, Macedonit, Megawit, Natroniobit, Pauloabibit, Perowskit, Tausonit, Vapnikit
- IV/C.11 bis 20 – Pyrochlorgruppe
  - IV/C.11: Betafit-Untergruppe (Ti ± Nb): Hydroxycalciobetafit (Q), Oxycalciobetafit, Oxyplumbobetafit (D), Oxyuranobetafit
  - IV/C.12: Pyrochlor-Untergruppe (Nb ± Ta): Fluorcalciopyrochlor, Fluorkenopyrochlor, Fluornatropyrochlor, Fluorstrontiopyrochlor, Hydropyrochlor, Hydroxycalciopyrochlor, Hydroxykenopyrochlor, Hydroxymanganopyrochlor, Kenoplumbopyrochlor, Oxycalciopyrochlor, Oxynatropyrochlor, Oxyplumbopyrochlor, Oxyyttropyrochlor-(Y)
  - IV/C.13 bis 15 – Mikrolith-Untergruppe (Ta ± Nb)
    - IV/C.13: Fluorcalciomikrolith, Fluornatromikrolith, Hydrokenomikrolith, Hydromikrolith, Hydroxycalciomikrolith, Hydroxykenomikrolith, Kenoplumbomikrolith, Oxycalciomikrolith, Oxykenomikrolith (Q), Oxynatromikrolith, Oxystannomikrolith, Oxystibiomikrolith
    - IV/C.14: Parabariomikrolith (D)
    - IV/C.15: Muratait-(Y), Scheteligit (D), Tazzoliit

  - IV/C.16 bis 17 – Roméit-Untergruppe (Sb ± Ti)
    - IV/C.16: Argentoroméit (D), Bismutoroméit (Q), Bismutostibiconit (Q), Cuproroméit (D), Fluorcalcioroméit, Fluornatroroméit, Hydroxycalcioroméit, Hydroxyferroroméit, Monimolit (D), Oxycalcioroméit, Oxyplumboroméit, Partzit (D), Stetefeldtit (D), Stibiconit (Q), Stibioroméit (Q)
    - IV/C.17: Ingersonit

  - IV/C.18 bis 19 – Elsmoreit-Untergruppe (W ± Fe)
    - IV/C.18: Hydrokenoelsmoreit, Jixianit (D), Plumboelsmoreit (Q)
    - IV/C.19: Phyllotungstit, Pittongit

  - IV/C.20: Laachit, Zirkelit, Zirkonolith

- IV/C.21: Aspedamit, Menezesit
- IV/C.22: Carboirit, Krieselit
- IV/C.23: Batisivit, Derbylith, Graeserit, Greenwoodit, Hemloit, Tomichit, Zoltaiit
- IV/C.24: Armalcolit, Kleberit, Pseudobrookit, Pseudorutil, Tietaiyangit
- IV/C.25: unbesetzt
- IV/C.26: Berdesinskiit, Olkhonskit, Oxyvanit, Schreyerit, Stibivanit

### IV/D. Oxide mit dem Stoffmengenverhältnis Metall:Sauerstoff=1:2 (MO2und verwandte Verbindungen)
- IV/D.01: Quarzreihe: Bosoit, Chibait, Coesit, Cristobalit, Lechatelierit, Melanophlogit, Mogánit, Opal, Quarz, Seifertit, Stishovit, Tridymit
- IV/D.02: Rutilgruppe: Argutit, Kassiterit, Paratellurit, Plattnerit, Pyrolusit, Rutil, Tripuhyit
- IV/D.03: Tugarinovit
- IV/D.04: Tapiolitgruppe: Byströmit, Ordoñezit, Tapiolit-(Fe), Tapiolit-(Mn), Tredouxit
- IV/D.05: unbesetzt
- IV/D.06: Belyankinit, Charleshatchettit, Franconit, Gerasimovskit, Hansesmarkit, Hochelagait, Manganbelyankinit, Melcherit, Peterandresenit, Ternovit
- IV/D.07: Jeppeit
- IV/D.08: Kryptomelangruppe: Cesàrolith, Coronadit, Ferrihollandit, Henrymeyerit, Hollandit, Kryptomelan, Manjiroit, Mannardit, Priderit, Redledgeit, Strontiomelan
- IV/D.09: Romanèchit, Todorokit, Woodruffit
- IV/D.10: Akhtenskit, Nsutit, Ramsdellit, Vernadit
- IV/D.11: unbesetzt
- IV/D.12: Lagalyit, Ranciéit, Takanelith
- IV/D.13: Janggunit
- IV/D.14: Anatas, Downeyit
- IV/D.15: Brookit, Carmichaelit, Scrutinyit, Srilankit, Tellurit
- IV/D.16: Wolframitreihe: Ferberit, Heftetjernit, Huanzalait, Hübnerit, Rossovskyit, Sanmartinit, Wolframo-Ixiolith (D)
- IV/D.17: Achalait, Ferrotitanowodginit, Ferrowodginit, Ixiolith, Koragoit, Lithiowodginit, Qitianlingit, Tantalowodginit, Titanowodginit, Wodginit
- IV/D.18: Columbitgruppe: Columbit-(Fe), Columbit-(Mg), Columbit-(Mn), Tantalit-(Fe), Tantalit-(Mg), Tantalit-(Mn)
- IV/D.19: Calciosamarskit, Euxenit-(Y), Fersmit, Ishikawait, Loranskit-(Y), Písekit-(Y), Polykras-(Y), Samarskit-(Y), Samarskit-(Yb), Tanteuxenit-(Y), Uranopolykras, Yttrocolumbit-(Y), Yttrokrasit-(Y), Yttrotantalit-(Y)
- IV/D.20: Anzait-(Ce), Cafetit, Kassit, Kobeit-(Y), Lucasit-(Ce)
- IV/D.21: Aeschynitgruppe: Aeschynit-(Ce), Aeschynit-(Nd), Aeschynit-(Y), Nioboaeschynit-(Ce) (D), Nioboaeschynit-(Nd) (N), Nioboaeschynit-(Y) (D), Rynersonit, Tantalaeschynit-(Y), Vigezzit
- IV/D.22: Brannerit, Orthobrannerit, Thorutit
- IV/D.23: Liandratit, Petscheckit
- IV/D.24: Fergusonit-(Ce), Klinofergusonit-(Ce) (Fergusonit-(Ce)-β), Fergusonit-(Nd), Klinofergusonit-(Nd) (Fergusonit-(Nd)-β), Fergusonit-(Y), Klinofergusonit-(Y) (Fergusonit-(Y)-β), Formanit-(Y), Iwashiroit-(Y), Raspit, Takanawait-(Y)
- IV/D.25: Stibiotantalitgruppe: Bismutocolumbit, Bismutotantalit, Cervantit, Chiluit, Gelosait, Klinocervantit, Mambertiit, Sardignait, Stibiocolumbit, Stibiotantalit
- IV/D.26: Calciotantit, Cesplumtantit, Irtyshit, Lithiotantit, Natrotantit
- IV/D.27: Alumotantit, Bahianit, Billwiseit, Rankamait, Simpsonit, Sosedkoit, Szklaryit
- IV/D.28: Koechlinit, Russellit, Tungstibit
- IV/D.29: Foordit, Thoreaulith
- IV/D.30: Changbaiit, Rosiait
- IV/D.31: Akaogiit, Allendeit, Baddeleyit, Calzirtit, Cerianit-(Ce), Hiärneit, Riesit, Tazheranit, Thorianit, Uraninit, Vorlanit

### IV/E. Oxide mit dem Stoffmengenverhältnis Metall:Sauerstoff<1:2 (M2O5, MO3und andere)
- IV/E.01: Tantit
- IV/E.02: Anthoinit, Cerotungstit-(Ce), Hydrotungstit, Meymacit, Mpororoit, Tungstit, Yttrotungstit-(Y)
- IV/E.03: Bamfordit, Ilsemannit, Molybdit, Sidwillit

### IV/F. Hydroxide und oxidische Hydrate (wasserhaltige Oxide mit Schichtstruktur)
- IV/F.01: Behoit, Klinobehoit, Sassolin
- IV/F.02: Bayerit, Doyleit, Gibbsit, Nordstrandit
- IV/F.03: Brucitreihe: Amakinit, Ashoverit, Brucit, Jamborit, Paraotwayit, Portlandit, Pyrochroit, Spertiniit, Sweetit, Theophrastit, Wülfingit
- IV/F.04: Bottinoit, Brandholzit
- IV/F.05: Chlormagaluminit, Droninoit, Iowait, Meixnerit, Muskoxit, Woodallit
- IV/F.06: Akaganeit, Böhmit, Diaspor, Feitknechtit, Feroxyhyt, Goethit, Groutit, Lepidokrokit, Manganit, Schwertmannit, Tsumgallit
- IV/F.07: Asbolan, Bracewellit, Grimaldiit, Guyanait, Heterogenit, Lithiophorit
- IV/F.08: Byrudit, Kyzylkumit, Montroseit, Paramontroseit, Tivanit
- IV/F.09: Akdalait, Ferrihydrit
- IV/F.10: Hydrocalumit, Kuzelit
- IV/F.11: Aurorit, Birnessit, Buserit, Chalkophanit, Cianciulliit, Ernienickelit, Jianshuiit
- IV/F.12: Cualstibit (D), Omsit, Zincalstibit
- IV/F.13: Shakhovit
- IV/F.14: Quenselit
- IV/F.15: Bernalit, Dzhalindit, Söhngeit
- IV/F.16: Schoenfliesitgruppe: Burtit, Mushistonit, Natanit, Schoenfliesit, Vismirnovit, Wickmanit
- IV/F.17: Stottitgruppe: Eyselit, Jeanbandyit, Mopungit, Stottit, Tetrawickmanit
- IV/F.18: Varlamoffit
- IV/F.19: Kimrobinsonit

### IV/G. Vanadiumoxide (Polyvanadate mit V4+/5+)
- IV/G.01: Gruppenvanadate: Bluestreakit, Burroit, Gunterit, Huemulit, Hughesit, Hummerit, Kokinosit, Lasalit, Magnesiopascoit, Nashit, Pascoit, Postit, Rakovanit, Schindlerit, Sherwoodit, Wernerbaurit
- IV/G.02: Anhang (unklassifiziert): Vanoxit
- IV/G.03: Kazakhstanit
- IV/G.04: Vanalit
- IV/G.05: unbesetzt
- IV/G.06: Rauvit, Uvanit
- IV/G.07: Kettenvanadate mit [V2O6]2−: Alvanit, Ankinovichit, Ansermetit, Calciodelrioit, Delrioit, Dickthomssenit, Metadelrioit, Metamunirit, Metarossit, Munirit, Navajoit, Ronneburgit, Rossit
- IV/G.08: Schichtvanadate: Doloresit, Duttonit, Häggit, Lenoblit

- IV/G.09 bis 12 – Schichtvanadate, als typische Vanadiumbronzen
  - IV/G.09: Bassoit, Cavoit, Shcherbinait
  - IV/G.10: Melanovanadit
  - IV/G.11: Bariandit, Bokit, Corvusit, Fernandinit, Straczekit
  - IV/G.12: Barnesit, Grantsit, Hendersonit, Hewettit, Metahewettit

- IV/G.13: Gerüstvanadate: Bannermanit, Phosphovanadylit-Ba, Phosphovanadylit-Ca, Rowleyit
- IV/G.14: Kegginit
- IV/G.15: Gatewayit, Morrisonit, Packratit, Vanarsit

### IV/H. Uranyl([UO2]2+)-Hydroxide und -Hydrate
- IV/H.01: Heisenbergit, Ianthinit, Metaschoepit, Metastudtit, Paraschoepit, Paulscherrerit, Schoepit, Studtit
- IV/H.02: Agrinierit, Rameauit
- IV/H.03: Becquerelit, Billietit, Compreignacit, Leesit, Masuyit, Protasit
- IV/H.04: Vandenbrandeit
- IV/H.05: Clarkeit
- IV/H.06: Bauranoit, Calciouranoit, Metacalciouranoit, Wölsendorfit
- IV/H.07: Curit, Fourmarierit, Gauthierit, Metavandendriesscheit, Richetit, Sayrit, Shinkolobweit, Spriggit, Vandendriesscheit
- IV/H.08: Uranosphärit
- IV/H.09: Carlosbarbosait, Holfertit

### IV/J. Arsenite (mit As3+)
- IV/J.01 bis 05 – Arsenite mit [AsO3]3−-Inseln
  - IV/J.01: Reinerit
  - IV/J.02: Nanlingit
  - IV/J.03: Finnemanit, Freedit, Georgiadesit, Nealit, Rouseit, Trigonit
  - IV/J.04: Armangit, Cafarsit, Ekatit, Magnussonit, Segerstromit, Tooeleit, Zimbabweit
  - IV/J.05: Uranylarsenite mit Baugruppen [UO2]2+-[AsO3]2− und Verwandte: Chadwickit, Dymkovit, Seelit

- IV/J.06: Arsenite mit [As2O5]4−-Gruppen: Fetiasit, Gebhardit, Paulmooreit, Schneiderhöhnit, Vajdakit
- IV/J.07: Arsenite mit [AsxOy]-Gruppen: Ludlockit
- IV/J.08: Arsenite mit [AsxOy]-Gruppen und Ketten: Karibibit, Lazarenkoit
- IV/J.09: Arsenite mit Ringstruktur [As4O8]4−: Gajardoit, Lucabindiit, Stenhuggarit, Torrecillasit
- IV/J.10: Arsenite mit Kettenstruktur [As2O4]2−: Leiteit, Manganarsit, Trippkeit, Zincomenit (auch Zinkomenit)

### IV/K. Sulfite, Selenite und Tellurite
- IV/K.01 bis 10 – Sulfite, Selenite, Tellurite mit Baugruppen [XO3]2− und Verwandte
  - IV/K.01: Molybdomenit, Orlandiit, Plumboselit, Sarrabusit, Scotlandit
  - IV/K.02: Choloalith, Fairbankit, Magnolit, Plumbotellurit
  - IV/K.03: Moctezumit, Schmitterit
  - IV/K.04: Chekhovichit, Pingguit, Smirnit
  - IV/K.05: Albertiniit, Allochalkoselit, Burnsit, Chloromenit, Georgbokiit, Gravegliait, Hannebachit, Ilinskit, Nicksobolevit, Orschallit, Parageorgbokiit, Prewittit, Sophiit
  - IV/K.06: Balyakinit, Chalkomenit, Graemit, Juabit, Teineit
  - IV/K.07: Ahlfeldit, Cobaltomenit, Klinochalkomenit, Millsit, Nestolait
  - IV/K.08: Alfredopetrovit, Mandarinoit, Telluromandarinoit
  - IV/K.09: Blakeit, Emmonsit, Poughit, Rodalquilarit, Sonorait
  - IV/K.10: Favreauit, Francisit, Keystoneit, Kinichilit, Quetzalcoatlit, Zemannit

- IV/K.11: Uranylselenite mit Baugruppen [UO2]2+-[SeO3]2−: Demesmaekerit, Derriksit, Guilleminit, Haynesit, Larisait, Marthozit, Piretit
- IV/K.12: Tellurite mit Baugruppen [Te2O5]2−: Denningit, Mackayit, Rajit

- IV/K.13 bis 14 – Tellurite mit Baugruppen [Te3O8]4−
  - IV/K.13: Carlfriesit, Mroseit, Spiroffit, Zincospiroffit
  - IV/K.14: Cliffordit, Walfordit, Winstanleyit

- IV/K.15: Tellurate mit [Te6+O6]6−-Gruppen und verwandte Strukturen: Agait, Andychristyit, Backit, Bairdit, Brumadoit, Cesbronit, Cuzticit, Dagenaisit, Eckhardit, Frankhawthorneit, Fuettererit, Jensenit, Khinit, Kuranakhit, Leisingit, Markcooperit, Mcalpineit, Mojaveit, Montanit, Ottoit, Paratimroseit, Raisait, Timroseit, Utahit, Xocolatlit, Xocomecatlit, Yafsoanit

- IV/K.16 bis 19 – Tellurate mit [Te6+O6]6− + [XO4]-Gruppen (X=P,As,S,V) und komplexe Tellurit-Tellurate [Te4+O3]2− + [Te6+O6]6−
  - IV/K.16: Cheremnykhit, Dugganit, Eurekadumpit, Joëlbruggerit, Kuksit, Tlalocit
  - IV/K.17: Chromschieffelinit, Schieffelinit, Tlapallit
  - IV/K.18: Yecorait
  - IV/K.19: Eztlit, Girdit, Oboyerit

- IV/K.20: Housleyit
- IV/K.21: Thorneit

### IV/L. Jodate
- IV/L.01 bis 03 – Jodate mit [IO3]1−-Gruppen
  - IV/L.01: Brüggenit, Dietzeit, Lautarit
  - IV/L.02: Bellingerit, Bluebellit, Salesit
  - IV/L.03: unbesetzt

## V Nitrate, Carbonate und Borate

### V/A. Nitrate [NO3]1−
- V/A.01: Gwihabait, Nitrobaryt, Nitrokalit, Nitronatrit
- V/A.02: Nitrocalcit, Nitromagnesit
- V/A.03: Gerhardtit, Likasit, Rouait, Shilovit
- V/A.04: Sveit

### V/B. Wasserfreie Carbonate [CO3]2−, ohne fremde Anionen
- V/B.01: Kalicinit, Nahcolith, Natrit, Teschemacherit, Wegscheiderit, Zabuyelit
- V/B.02: Calcitgruppe: Calcit, Gaspéit, Magnesit, Otavit, Rhodochrosit, Siderit, Smithsonit, Sphärocobaltit, Vaterit
- V/B.03: Dolomitgruppe: Ankerit, Benstonit, Dolomit, Huntit, Kutnohorit, Minrecordit, Norsethit
- V/B.04: Aragonitgruppe: Alstonit, Aragonit, Barytocalcit, Cerussit, Olekminskit, Paralstonit, Strontianit, Witherit
- V/B.05: Bütschliit, Eitelit, Fairchildit, Gregoryit, Juangodoyit, Nyerereit, Shortit, Zemkorit
- V/B.06: Paratooit-(La), Sahamalith-(Ce)
- V/B.07: Burbankitreihe: Burbankit, Calcioburbankit, Carbocernait, Khanneshit, Petersenit-(Ce), Rémondit-(Ce), Rémondit-(La), Sanrománit

### V/C. Wasserfreie Carbonate, mit fremden Anionen
- V/C.01: Azurit-Rosasit-Reihe: Aurichalcit, Azurit, Brianyoungit, Chukanovit, Georgeit, Glaukosphärit, Hydrozinkit, Kolwezit, Loseyit, Malachit, Mcguinnessit, Nullaginit, Parádsasvárit, Pokrovskit, Rosasit, Sclarit, Zinkrosasit
- V/C.02: Barentsit, Dawsonit, Tunisit
- V/C.03: Ferrotychit, Manganotychit, Northupit, Tychit
- V/C.04: Bonshtedtit, Bradleyit, Crawfordit, Sidorenkit
- V/C.05: Sabinait
- V/C.06: Brenkit, Defernit, Holdawayit, Podlesnoit, Rouvilleit
- V/C.07: Bastnäsitgruppe: Arisit-(Ce), Arisit-(La), Bastnäsit-(Ce), Bastnäsit-(La), Bastnäsit-(Nd), Bastnäsit-(Y), Cebait-(Ce), Cordylit-(Ce), Cordylit-(La), Horváthit-(Y), Huanghoit-(Ce), Hydroxylbastnäsit-(Ce), Hydroxylbastnäsit-(La), Hydroxylbastnäsit-(Nd), Kozoit-(La), Kozoit-(Nd), Kukharenkoit-(Ce), Kukharenkoit-(La), Lukechangit-(Ce), Micheelsenit, Mineevit-(Y), Parisit-(Ce), Parisit-(La), Parisit-(Nd), Qaqarssukit-(Ce), Reederit-(Y), Röntgenit-(Ce), Synchysit-(Ce), Synchysit-(Nd), Synchysit-(Y), Zhonghuacerit-(Ce)
- V/C.08: Abellait, Hydrocerussit, Plumbonacrit, Shannonit
- V/C.09: Beyerit, Bismutit, Kettnerit, Phosgenit

### V/D. Wasserhaltige Carbonate, ohne fremde Anionen
- V/D.01: Barringtonit, Hellyerit, Ikait, Lansfordit, Monohydrocalcit, Nesquehonit
- V/D.02: Baylissit, Chalkonatronit, Gaylussit, Pirssonit, Soda, Thermonatrit, Trona
- V/D.03: Adamsit-(Y), Calkinsit-(Ce), Galgenbergit-(Ce), Hizenit-(Y), Kimurait-(Y), Lanthanit-(Ce), Lanthanit-(La), Lanthanit-(Nd), Lecoqit-(Y), Lokkait-(Y), Shomiokit-(Y), Tengerit-(Y)
- V/D.04: Donnayit-(Y), Ewaldit, Mckelveyit-(Nd) (N), Mckelveyit-(Y), Weloganit
- V/D.05: Tuliokit

### V/E. Wasserhaltige Carbonate, mit fremden Anionen
- V/E.01: Artinit, Brugnatellit, Chlorartinit, Coalingit, Dypingit, Giorgiosit, Hydromagnesit, Indigirit, Widgiemoolthalith
- V/E.02: Barbertonit (D), Caresit, Charmarit, Manasseit (D), Quintinit, Sjögrenit (D), Zaccagnait
- V/E.03: Hydrotalkitgruppe: Comblainit, Desautelsit, Fougèrit, Hydrotalkit, Karchevskyit, Mössbauerit, Putnisit, Pyroaurit, Reevesit, Sergeevit, Stichtit, Takovit, Trébeurdenit
- V/E.04: Alumohydrocalcit, Hydroscarbroit, Para-Alumohydrocalcit, Scarbroit
- V/E.05: Kambaldait, Otwayit, Szymańskiit, Zaratit
- V/E.06: Clearcreekit, Peterbaylissit
- V/E.07: Callaghanit, Decrespignyit-(Y), Marklit
- V/E.08: Ankylit-(Ce), Ankylit-(La), Barstowit, Calcioankylit-(Ce), Calcioankylit-(Nd), Dresserit, Dundasit, Gysinit-(Nd), Hydrodresserit, Kamphaugit-(Y), Kochsándorit, Lusernait-(Y), Montroyalit, Niveolanit, Petterdit, Strontiodresserit, Thomasclarkit-(Y)
- V/E.09: Schuilingit-(Nd)
- V/E.10: Sheldrickit, Thorbastnäsit

### V/F. Uranylcarbonate [UO2]2+–[CO3]2−
- V/F.01: Blatonit, Joliotit, Oswaldpeetersit, Rutherfordin
- V/F.02: Agricolait, Andersonit, Bayleyit, Čejkait, Fontanit, Grimselit, Leószilárdit, Liebigit, Metazellerit, Swartzit, Zellerit
- V/F.03: Roubaultit, Voglit, Znucalit
- V/F.04: Albrechtschraufit, Línekit, Rabbittit, Sharpit, Urancalcarit
- V/F.05: Wyartit
- V/F.06: Astrocyanit-(Ce), Bijvoetit-(Y), Kamotoit-(Y), Shabait-(Nd)
- V/F.07: Widenmannit

### V/G. Inselborate
- V/G.01 bis 06 – [BO3]3−-Inseln
  - V/G.01: Jimboit, Kotoit, Takedait
  - V/G.02: Nordenskiöldin, Tusionit
  - V/G.03: Aluminomagnesiohulsit, Hulsit, Magnesiohulsit, Pertsevit-(F), Pertsevit-(OH), Pinakiolith, Warwickit, Yuanfuliit
  - V/G.04: Ludwigitgruppe: Azoproit, Blatterit, Bonaccordit, Chestermanit, Folvikit, Fredrikssonit, Gaudefroyit, Ludwigit, Orthopinakiolith, Takéuchiit, Vonsenit
  - V/G.05: Chubarovit, Fluoborit, Hydroxylborit, Jacquesdietrichit, Jeremejewit, Karlit, Mengxianminit, Painit
  - V/G.06: Berborit, Canavesit, Qilianshanit, Sakhait, Shabynit, Wightmanit

- V/G.07 bis 12 – [BO4]5−- und [B(OH)4]1−-Tetraeder
  - V/G.07: Béhierit, Pseudosinhalit, Schiavinatoit, Sinhalit
  - V/G.08: Bandylith, Cahnit, Teepleit
  - V/G.09: Frolovit, Henmilit
  - V/G.10: Carboborit, Hexahydroborit, Imayoshiit
  - V/G.11: Seamanit, Sulfoborit
  - V/G.12: Moydit-(Y)

### V/H. Gruppenborate
- V/H.01 bis 04 – planare Gruppen [B2O5]4− bis [B2O7]8−
  - V/H.01: Klinokurchatovit, Kurchatovit, Suanit
  - V/H.02: Parasibirskit, Shimazakiit, Sibirskit, Sussexit, Szaibélyit
  - V/H.03: Lüneburgit, Wiserit
  - V/H.04: Pentahydroborit, Pinnoit

- V/H.05 bis 18 – planare und tetraedrische Gruppen [B3O5]1− bis [B6O10]2−
  - V/H.05: Ameghinit
  - V/H.06: Inderborit, Inderit, Inyoit, Kurnakovit, Meyerhofferit, Solongoit
  - V/H.07: Hydrochlorborit
  - V/H.08: Uralborit
  - V/H.09: Alfredstelznerit, Nifontovit, Olshanskyit
  - V/H.10: Borax, Diomignit (D), Tincalconit
  - V/H.11: Fedorovskit, Roweit
  - V/H.12: Ekaterinit, Halurgit, Hungchaoit, Wardsmithit
  - V/H.13: Borcarit, Numanoit
  - V/H.14: Ulexit
  - V/H.15: Ammonioborit, Ramanit-(Cs), Ramanit-(Rb), Santit, Sborgit
  - V/H.16: Tertschit
  - V/H.17: Admontit, Aksait, Mcallisterit, Rivadavit
  - V/H.18: Teruggit

### V/J. Kettenborate [B2O4]2−bis [B6O10]2−
- V/J.01: Vimsit
- V/J.02: Calciborit, Chelkarit, Korzhinskit, Santarosait
- V/J.03: Colemanit, Hydroboracit, Jarandolit
- V/J.04: Kernit
- V/J.05: Ezcurrit, Kaliborit, Larderellit, Priceit, Probertit
- V/J.06: Aristarainit

### V/K. Schichtborate mit komplexen Baugruppen [Bx(O,OH)y]
- V/K.01: Fabianit
- V/K.02: unbesetzt
- V/K.03: Biringuccit, Nasinit, Tuzlait
- V/K.04: Heidornit, Hilgardit, Kurgantait, Leukostaurit, Tyretskit
- V/K.05: Gowerit, Veatchit, Volkovskit
- V/K.06: Balavinskit (D), Nobleit, Tunellit
- V/K.07: Ginorit, Strontioborit, Strontioginorit
- V/K.08: Preobrazhenskit, Studenitsit, Vitimit
- V/K.09: Brianroulstonit, Penobsquisit, Pringleit, Ruitenbergit, Walkerit
- V/K.10: Braitschit-(Ce)
- V/K.11: Peprossiit-(Ce)

### V/L. Gerüstborate mit [BO2]1−bis [B12O24]12−
- V/L.01: Klinometaborit, Metaborit
- V/L.02: Hambergit, Londonit, Rhodizit
- V/L.03: Johachidolith
- V/L.04: Boracit, Chambersit, Congolith, Ericait, Trembathit
- V/L.05: Satimolit

## VI Sulfate, Chromate, Molybdate und Wolframate

### VI/A. Wasserfreie Sulfate [SO4]2−, ohne fremde Anionen
- VI/A.01 bis 02 – mittelgroße Kationen
  - VI/A.01: Chalkocyanit, Dravertit, Hermannjahnit, Saranchinait, Zinkosit
  - VI/A.02: Mikasait, Millosevichit

- VI/A.03 bis 05 – mittelgroße und sehr große Kationen
  - VI/A.03: Calciolangbeinit, Efremovit, Langbeinit, Manganolangbeinit
  - VI/A.04: Eldfellit, Vanthoffit, Yavapaiit
  - VI/A.05: Aluminopyracmonit, Godovikovit, Pyracmonit, Sabieit, Steklit

- VI/A.06 bis 09 – sehr große Kationen
  - VI/A.06: Letovicit, Mercallit, Misenit
  - VI/A.07: Arcanit, Mascagnin (auch Mascagnit), Thénardit
  - VI/A.08: Anhydrit, Aphthitalit, Bubnovait, Glauberit, Ivsit, Kalistrontit, Möhnit, Palmierit
  - VI/A.09: Barytgruppe: Anglesit, Baryt, Coelestin, Hashemit

- VI/A.10: Markhininit

### VI/B. Wasserfreie Sulfate, mit fremden Anionen
- VI/B.01 bis 10 – vorwiegend mittelgroße Kationen
  - VI/B.01: Antlerit, Brochantit, Dolerophanit
  - VI/B.02: Coquandit, Klebelsbergit, Tavagnascoit
  - VI/B.03: Schuetteit
  - VI/B.04: Adranosit-(Al), Adranosit-(Fe), D’Ansit, D’Ansit-(Fe), D’Ansit-(Mn), Therasiait, Ye’elimit
  - VI/B.05: Alumoklyuchevskit, Chlorothionit, Fedotovit, Kamchatkit, Klyuchevskit, Piypit, Puninit
  - VI/B.06: Euchlorin, Parawulffit, Wulffit
  - VI/B.07: Atlasovit, Nabokoit
  - VI/B.08: Fassinait, Sidpietersit, Steverustit
  - VI/B.09: Itoit
  - VI/B.10: Caledonit, Chenit, Elyit, Grandviewit, Linarit, Mammothit, Munakatait, Schmiederit

- VI/B.11 bis 14 – vorwiegend große Kationen
  - VI/B.11: Alunitgruppe: Alunit, Ammonioalunit, Ammoniojarosit, Argentojarosit, Beaverit-(Cu), Beaverit-(Zn), Dorallcharit, Huangit, Hydroniumjarosit, Jarosit, Krivovichevit, Natroalunit, Natrojarosit, Osarizawait, Plumbojarosit, Walthierit
  - VI/B.12: Aiolosit, Caracolit, Cesanit, Galeit, Kogarkoit, Krasheninnikovit, Schairerit, Shuvalovit, Sulfohalit
  - VI/B.13: Grandreefit, Lanarkit, Leadhillit, Macphersonit, Olsacherit, Pseudograndreefit, Susannit
  - VI/B.14: Burkeit, Hanksit, Hectorfloresit

- VI/B.15: Cannonit, Leguernit, Riomarinait

### VI/C. Wasserhaltige Sulfate, ohne fremde Anionen
- VI/C.01 bis 11 – mittelgroße Kationen
  - VI/C.01: Kieseritgruppe: Cobaltkieserit, Dwornikit, Gunningit, Kieserit, Poitevinit, Sanderit, Szmikit, Szomolnokit
  - VI/C.02: Bonattit
  - VI/C.03: Rozenitreihe: Aplowit, Boyleit, Cranswickit, Drobecit, Ilesit, Lazaridisit, Rozenit, Starkeyit, Voudourisit
  - VI/C.04: Chalkanthitgruppe: Chalkanthit, Jôkokuit, Pentahydrit, Siderotil
  - VI/C.05: Hexahydritgruppe: Bianchit, Chvaleticeit, Ferrohexahydrit, Hexahydrit, Moorhouseit, Nickelhexahydrit, Retgersit
  - VI/C.06: Melanteritgruppe: Alpersit, Bieberit, Boothit, Mallardit, Melanterit, Zinkmelanterit
  - VI/C.07: Epsomit, Goslarit, Meridianiit, Morenosit
  - VI/C.08: Aluminocoquimbit, Alunogen, Coquimbit, Kornelit, Lausenit, Meta-Alunogen, Paracoquimbit, Quenstedtit, Rhomboklas
  - VI/C.09: Zirkosulfat
  - VI/C.10: unbesetzt
  - VI/C.11: Lishizhenit, Ransomit, Römerit

- VI/C.12 bis 20 – mittelgroße und sehr große Kationen
  - VI/C.12: Halotrichitgruppe: Apjohnit, Bílinit, Caichengyunit, Dietrichit, Halotrichit, Pickeringit, Redingtonit, Wupatkiit
  - VI/C.13: Kalinit, Mendozit
  - VI/C.14: Alaun-(K), Alaun-(Na), Ammoniomagnesiovoltait, Lanmuchangit, Lonecreekit, Pertlikit, Tschermigit, Voltait, Zincovoltait
  - VI/C.15: Amarillit, Krausit, Tamarugit
  - VI/C.16: Chinleit-(Y), Ferrinatrit, Goldichit, Kröhnkit
  - VI/C.17: Löweit
  - VI/C.18: Blödit, Changoit, Cobaltoblödit, Konyait, Leonit, Manganoblödit, Mereiterit, Nickelblödit
  - VI/C.19: Pikromeritgruppe: Boussingaultit, Cyanochroit, Katerinopoulosit, Mohrit, Nickelboussingaultit, Nickelpikromerit, Pikromerit
  - VI/C.20: Campostriniit, Görgeyit, Leightonit, Polyhalit

- VI/C.21 bis 22 – sehr große Kationen
  - VI/C.21: Eugsterit, Hydroglauberit, Koktait, Lecontit, Matteuccit, Mirabilit, Omongwait, Syngenit, Wattevilleit
  - VI/C.22: Ardealit, Bassanit, Gips, Rapidcreekit

- VI/C.23: Běhounekit

### VI/D. Wasserhaltige Sulfate, mit fremden Anionen
- VI/D.01 bis 10 – mittelgroße Kationen
  - VI/D.01: Amarantit, Butlerit, Fibroferrit, Hohmannit, Metahohmannit, Parabutlerit, Volaschioit, Xitieshanit
  - VI/D.02: Caminit
  - VI/D.03: Christelit, Guarinoit, Ktenasit, Lahnsteinit, Langit, Minohlith, Montetrisait, Nakauriit, Namuwit, Osakait, Pauladamsit, Posnjakit, Ramsbeckit, Redgillit, Schulenbergit, Wroewolfeit
  - VI/D.04: Hauckit, Lawsonbauerit, Mooreit, Torreyit
  - VI/D.05: Anorthominasragrit, Bobjonesit, Evdokimovit, Karpovit, Minasragrit, Orthominasragrit, Pauflerit, Stanleyit
  - VI/D.06: Aluminit, Felsőbányait, Hydrobasaluminit, Jurbanit, Khademit, Mangazeit, Meta-Aluminit, Riotintoit, Rostit, Vendidait, Zaherit
  - VI/D.07: Aubertit, Cossait, Magnesioaubertit, Svyazhinit, Wilcoxit
  - VI/D.08: Bechererit, Camérolait, Carbonatcyanotrichit, Carrboydit, Chalkoalumit, Cyanotrichit, Glaukokerinit, Hydrombobomkulit, Hydrowoodwardit, Kyrgyzstanit, Mbobomkulit, Nickelalumit, Spangolith, Woodwardit, Zincowoodwardit, Zinkaluminit
  - VI/D.09: Honessit, Hydrohonessit, Mountkeithit
  - VI/D.10: Copiapitgruppe: Aluminocopiapit, Botryogen, Calciocopiapit, Chaidamuit, Copiapit, Cuprocopiapit, Ferricopiapit, Guildit, Magnesiocopiapit, Zincobotryogen, Zincocopiapit

- VI/D.11 bis 19 – mittelgroße und sehr große Kationen
  - VI/D.11: Despujolsit, Fleischerit, Genplesit, Mallestigit, Schaurteit
  - VI/D.12: Peretait, Vlodavetsit
  - VI/D.13: Ettringitgruppe: Bentorit, Buryatit, Carrarait, Charlesit, Ettringit, Hielscherit, Jouravskit, Kottenheimit, Sturmanit, Tatarinovit, Thaumasit
  - VI/D.14: Lannonit, Metavoltin, Motukoreait, Natroglaukokerinit, Nikischerit, Shigait, Slavíkit, Wermlandit
  - VI/D.15: Alcaparrosait, Carlsonit, Clairit, Metasideronatrit, Sideronatrit
  - VI/D.16: Carlosruizit, Darapskit, Fuenzalidait, George-Ericksenit, Humberstonit, Klinoungemachit, Ungemachit, Witzkeit
  - VI/D.17: Nasledovit
  - VI/D.18: Anhydrokainit, Kainit, Kaliochalcit, Kononovit, Natrochalcit, Uklonskovit, Vonbezingit
  - VI/D.19: Aldridgeit, Arzrunit, Campigliait, Devillin, Edwardsit, Kobyashevit, Lautenthalit, Niedermayrit, Orthoserpierit, Serpierit, Tatarskit

- VI/D.20 bis 21 – Uranylsulfate [UO2]2+-[SO4]2−
  - VI/D.20: Adolfpaterait, Alwilkinsit-(Y), Ammoniozippeit, Belakovskiit, Bluelizardit, Bobcookit, Cobaltzippeit, Fermiit, Geschieberit, Jáchymovit, Ježekit, Klaprothit, Magnesiozippeit, Marécottit, Mathesiusit, Meisserit, Metauranopilit, Natrozippeit, Nickelzippeit, Oppenheimerit, Ottohahnit, Péligotit, Plášilit, Plavnoit, Rabejacit, Redcanyonit, Sejkorait-(Y), Shumwayit, Svornostit, Uranopilit, Wetherillit, Zinkzippeit, Zippeit
  - VI/D.21: Beshtauit, Deliensit, Greenlizardit, Johannit, Leydetit, Pseudojohannit, Rietveldit, Schröckingerit

### VI/F. Chromate [CrO4]2−
- VI/F.01: Chromatit, Krokoit, Tarapacáit
- VI/F.02: Deanesmithit, Edoylerit, Fornacit, Georgerobinsonit, Molybdofornacit, Phönikochroit, Reynoldsit, Santanait, Vauquelinit, Wattersit
- VI/F.03: Iquiqueit
- VI/F.04: Cassedanneit, Embreyit
- VI/F.05: Lópezit

### VI/G. Molybdate [MoO4]2−und Wolframate [WO4]2−, Polywolframate
- VI/G.01: Paraniit-(Y), Powellit, Scheelit, Stolzit, Suseinargiuit, Wulfenit
- VI/G.02: Biehlit, Cupromolybdit, Cuprotungstit, Ferrimolybdit, Lindgrenit, Markascherit, Szenicsit, Tancait-(Ce), Vergasovait
- VI/G.03: Ophirit

- VI/G.04 bis 07 – Uran/Uranylmolybdate mit [MoO4]2−/[Mo2O7]2− und Verwandte
  - VI/G.04: Ichnusait, Nuragheit, Sedovit
  - VI/G.05: Moluranit, Mourit, Umohoit
  - VI/G.06: Calcurmolit, Cousinit, Deloryit, Iriginit, Tengchongit
  - VI/G.07: Uranotungstit

## VII Phosphate, Arsenate und Vanadate
Die Klasse der Phosphate, Arsenate und Vanadate umfasst alle Minerale mit dem Säurerest H3XO4, wobei X für Phosphor, Arsen und Vanadium steht.

### VII/A. Wasserfreie Phosphate [PO4]3−, ohne fremde Anionen
- VII/A.01: Kleine Kationen (Li-Be-Al-Fe3+): Alarsit, Berlinit, Beryllonit, Hurlbutit, Lithiophosphat, Minjiangit, Nalipoit, Olympit, Rodolicoit, Strontiohurlbutit

- VII/A.02 bis 05 – mittelgroße Kationen (vorwiegend Fe-Mn)
  - VII/A.02: Ferrisicklerit, Heterosit, Karenwebberit, Lithiophilit, Marićit, Natrophilit, Purpurit, Sicklerit, Simferit, Triphylin
  - VII/A.03: unbesetzt
  - VII/A.04: Beusit, Chopinit, Graftonit, Sarkopsid, Zavalíait
  - VII/A.05: Bobdownsit (D), Brianit, Farringtonit, Ferromerrillit, Gurimit, Panethit, Stanfieldit, Strontiowhitlockit, Tuit, Whitlockit, Wopmayit

- VII/A.06 bis 11 – mittelgroße und große Kationen (Mg-Mn-Fe-Cu-Zn und Ca-Na)
  - VII/A.06: Alluauditgruppe: Alluaudit, Arseniopleit, Bobfergusonit, Canutit, Ferroalluaudit, Ferrobobfergusonit, Ferrohagendorfit, Ferroqingheiit, Ferrorosemaryit, Ferrowyllieit, Groatit, Hagendorfit, Hatertit, Karyinit, Maghagendorfit, Magnesiocanutit, Manitobait, Qingheiit, Rosemaryit, Varulith, Wyllieit
  - VII/A.07: Bradaczekit, Johillerit, Nickenichit, O’Danielit, Pharmazinkit, Yazganit, Yurmarinit
  - VII/A.08: Berzeliit, Chladniit, Fillowit, Galileiit, Johnsomervilleit, Manganberzeliit, Palenzonait, Schäferit, Stornesit-(Y), Xenophyllit
  - VII/A.09: Lammerit, Paralammerit (auch Lammerit-beta, Lammerit-β), Stranskiit, Xanthiosit
  - VII/A.10: Grigorievit, Howardevansit, Koksharovit, Lyonsit, Mcbirneyit, Pseudolyonsit
  - VII/A.11: Chursinit, Tillmannsit

- VII/A.12 bis 15 – sehr große Kationen (Ca-Na-K, SE, Bi und andere)
  - VII/A.12: Archerit, Bario-Olgit, Biphosphammit, Buchwaldit, Iwateit, Monetit, Nahpoit, Olgit, Phosphammit, Švenekit, Weilit
  - VII/A.13: Schultenit
  - VII/A.14: Xenotimgruppe: Chernovit-(Y), Pretulit, Wakefieldit-(Ce), Wakefieldit-(La), Wakefieldit-(Nd), Wakefieldit-(Y), Xenotim-(Y), Xenotim-(Yb)
  - VII/A.15: Monazitgruppe: Cheralith, Gasparit-(Ce), Monazit-(Ce), Monazit-(La), Monazit-(Nd), Monazit-(Sm)

- VII/A.16: Vitusit-(Ce)
- VII/A.17: Kosnarit
- VII/A.18: Rooseveltit, Tetrarooseveltit, Ximengit
- VII/A.19: Dreyerit, Klinobisvanit, Pucherit
- VII/A.20: Wasserfreie Diarsenate und Divanadate [As2O7]/[V2O7]4−: Blossit, Chervetit, Petewilliamsit, Ziesit

### VII/B. Wasserfreie Phosphate, mit fremden Anionen F,Cl,O,OH
- VII/B.01: Sehr kleine Kationen (Li-Be): Babefphit, Bergslagit, Herderit, Hydroxylherderit, Lefontit, Väyrynenit

- VII/B.02 bis 19 – mittelgroße Kationen (Mg-Mn-Fe-Cu-Zn)
  - VII/B.02: Amblygonitgruppe: Amblygonit, Griphit, Montebrasit, Tancoit, Tavorit
  - VII/B.03: Hydroxylwagnerit, Joosteit, Sarkinit, Staněkit, Triplit, Triploidit, Wagnerit, Wolfeit, Zwieselit
  - VII/B.04: Althausit, Holtedahlit, Phosphoellenbergerit, Satterlyit
  - VII/B.05: unbesetzt
  - VII/B.06: Libethenitgruppe: Adamin, Auriacusit, Eveit, Libethenit, Olivenit, Paradamin, Tarbuttit, Zincolibethenit, Zinkolivenit
  - VII/B.07: Averievit, Coparsit, Dmisokolovit, Ericlaxmanit, Fingerit, Katiarsit, Kozyrevskit, Melanarsit, Popovit, Shchurovskyit, Starovait, Stoiberit, Urusovit, Yaroshevskit
  - VII/B.08: Lazulithgruppe: Barbosalith, Hentschelit, Lazulith, Lipscombit, Richellit, Scorzalith, Trolleit, Wilhelmkleinit, Zinklipscombit
  - VII/B.09: Aerugit, Angelellit, Grattarolait
  - VII/B.10: Frondelit, Plimerit, Rockbridgeit
  - VII/B.11: Arsenoklasit, Cornubit, Cornwallit, Gatehouseit, Ludjibait, Pseudomalachit, Reichenbachit, Reppiait, Turanit
  - VII/B.12: Augelith, Brasilianit, Viitaniemiit
  - VII/B.13: Arhbarit, Cornetit, Gilmarit, Klinoklas
  - VII/B.14: unbesetzt
  - VII/B.15: Allaktit, Argandit, Flinkit, Raadeit, Retzian-(Ce), Retzian-(La), Retzian-(Nd), Waterhouseit
  - VII/B.16: Gerdtremmelit
  - VII/B.17: Chlorophoenicit, Jarosewichit, Magnesiochlorophoenicit
  - VII/B.18: Forêtit, Sabelliit, Theisit
  - VII/B.19: Arakiit, Hämatolith

- VII/B.20 bis 40 – mittelgroße und große Kationen (Mg-Cu-Zn und Ca-Na-K-Ba-Pb)
  - VII/B.20: Sigismundit, Arrojadit-(BaNa), Arrojadit-(KFe), Arrojadit-(KNa), Arrojadit-(PbFe), Arrojadit-(SrFe), Dickinsonit-(KMnNa), Fluorarrojadit-(BaFe), Fluorarrojadit-(BaNa), Nabiasit, Samuelsonit
  - VII/B.21: Abuit, Arctit, Moraskoit, Nefedovit
  - VII/B.22: Heneuit
  - VII/B.23: Mélonjosephit, Prosperit
  - VII/B.24: Brackebuschitgruppe: Arsenbrackebuschit, Arsentsumebit, Bearthit, Brackebuschit, Bushmakinit, Calderónit, Canosioit, Feinglosit, Ferribushmakinit, Gamagarit, Goedkenit, Grandait, Jamesit, Lulzacit, Tokyoit, Tsumebit
  - VII/B.25: Durangit, Isokit, Lacroixit, Maxwellit, Nacaphit, Panasqueirait, Thadeuit, Tilasit
  - VII/B.26: Adelitgruppe: Adelit, Austinit, Cobaltaustinit, Duftit, Gabrielsonit, Gottlobit, Hermannroseit, Konichalcit, Nickelaustinit, Tangeit
  - VII/B.27: Descloizitgruppe: Arsendescloizit, Čechit, Descloizit, Mottramit, Pyrobelonit
  - VII/B.28: Attakolith, Bertossait, Crimsonit, Karminit, Khorixasit, Leningradit, Namibit, Natropalermoit, Paganoit, Palermoit, Peatit-(Y), Ramikit-(Y), Sewardit
  - VII/B.29: Bjarebyitgruppe: Bjarebyit, Drugmanit, Jagowerit, Johntomait, Kulanit, Penikisit, Perloffit, Vésigniéit
  - VII/B.30: Atelestit, Hechtsbergit, Petitjeanit, Preisingerit, Schlegelit (D), Schumacherit, Smrkovecit
  - VII/B.31: Artsmithit, Kuznetsovit (D)
  - VII/B.32: Curetonit
  - VII/B.33: Bayldonit
  - VII/B.34: Heyit
  - VII/B.35: Beudantitgruppe: Beudantit, Corkit, Gallobeudantit, Hidalgoit, Hinsdalit, Kemmlitzit, Schlossmacherit, Svanbergit, Woodhouseit
  - VII/B.36: Crandallitgruppe: Arsenocrandallit, Arsenoflorencit-(Ce), Arsenoflorencit-(La), Arsenoflorencit-(Nd), Arsenogorceixit, Arsenogoyazit, Arsenowaylandit, Benauit, Crandallit, Dussertit, Eylettersit, Florencit-(Ce), Florencit-(La), Florencit-(Nd), Florencit-(Sm), Galloplumbogummit, Gorceixit, Goyazit, Graulichit-(Ce), Kintoreit, Kolitschit, Pattersonit, Philipsbornit, Plumbogummit, Segnitit, Springcreekit, Waylandit, Weilerit, Zaïrit
  - VII/B.37: Brendelit, Cobaltneustädtelit, Medenbachit, Neustädtelit, Paulkellerit
  - VII/B.38: Daqingshanit-(Ce), Goryainovit
  - VII/B.39: Apatitgruppe: Alforsit, Belovit-(Ce), Belovit-(La), Carbonat-Fluorapatit, Carbonat-Hydroxylapatit, Carlgieseckeit-(Nd), Chlorapatit, Deloneit, Fluorapatit, Fluorcaphit, Fluorphosphohedyphan, Fluorstrophit, Hedyphan, Hydroxylapatit, Hydroxylpyromorphit, Johnbaumit, Kuannersuit-(Ce), Mimetesit, Mimetesit-M (auch Klinomimetesit; N), Miyahisait, Morelandit, Phosphohedyphan, Pieczkait, Pyromorphit, Stronadelphit, Svabit, Turneaureit, Vanackerit, Vanadinit
  - VII/B.40: unbesetzt

- VII/B.41: Wasserfreie Diarsenate [As2O7]4−: Theoparacelsit

### VII/C. Wasserhaltige Phosphate, ohne fremde Anionen
- VII/C.01 bis 15 – kleine und mittelgroße Kationen (Be und Al-Mn-Fe-Cu-Zn-Mg)
  - VII/C.01: Pahasapait, Wilancookit
  - VII/C.02: Faheyit, Gainesit, Mccrillisit, Selwynit
  - VII/C.03: Ehrleit, Fransoletit, Parafransoletit
  - VII/C.04: Chongit, Hureaulith, Miguelromeroit, Nyholmit, Sainfeldit, Villyaellenit
  - VII/C.05: Kaatialait, Krautit, Sterlinghillit
  - VII/C.06: Chudobait, Cobaltkoritnigit, Geigerit, Geminit, Hloušekit, Klajit, Koritnigit, Lindackerit, Magnesiokoritnigit, Ondrušit, Pradetit, Pushcharovskit, Rollandit, Slavkovit, Trichalcit, Veselovskýit, Yvonit
  - VII/C.07: Fervanit, Kolovratit, Schubnelit, Serrabrancait, Warikahnit
  - VII/C.08: Correianevesit, Garyansellit, Kryzhanovskit, Phosphoferrit, Reddingit
  - VII/C.09: Variscitgruppe: Kolbeckit, Koninckit, Malhmoodit, Mansfieldit, Metavariscit, Paraskorodit, Phosphosiderit, Skorodit, Strengit, Variscit, Yanomamit, Zigrasit
  - VII/C.10: Castellaroit, Ludlamit, Metaswitzerit, Switzerit
  - VII/C.11: Arsenohopeit, Barahonait-(Al), Barahonait-(Fe), Batagayit, Currierit, Davidlloydit, Fahleit, Hopeit, Nizamoffit, Parahopeit, Phosphophyllit, Radovanit, Smolyaninovit
  - VII/C.12: Kaňkit, Metaschoderit, Newberyit, Schoderit, Steigerit
  - VII/C.13: Vivianitgruppe: Annabergit, Arupit, Babánekit, Barićit, Bobierrit, Cattiit, Erythrin, Hörnesit, Köttigit, Manganohörnesit, Pakhomovskyit, Parasymplesit, Vivianit
  - VII/C.14: Metaköttigit, Symplesit
  - VII/C.15: Brassit, Burgessit, Phosphorrösslerit, Rösslerit

- VII/C.16 bis 34 – mittelgroße und große Kationen (Fe-Mn-Zn-Mg und Ca-(NH4)1+)
  - VII/C.16: Fluckit, Parascholzit, Scholzit
  - VII/C.17: Fairfieldit-Roselith-Reihe: Anorthoroselith (ehemals Roselith-β, Roselith-Beta), Brandtit, Cassidyit, Collinsit, Fairfieldit, Gaitit, Hillit, Messelit, Nickeltalmessit, Parabrandtit, Roselith, Rruffit, Talmessit, Wendwilsonit, Zinkroselith
  - VII/C.18: Bederit, Grischunit, Maneckiit, Tassieit, Walentait, Wicksit
  - VII/C.19: Anapait
  - VII/C.20: Bakhchisaraitsevit, Liversidgeit, Rimkorolgit
  - VII/C.21: Camaronesit, Francoanellit, Gengenbachit, Haigerachit, Juansilvait, Taranakit
  - VII/C.22: Apexit, Catalanoit, Dorfmanit, Hazenit
  - VII/C.23: Dittmarit, Hannayit, Mundrabillait, Niahit, Schertelit, Stercorit, Struvit, Struvit-(K), Swaknoit
  - VII/C.24: Ferrarisit, Guérinit, Haidingerit, Irhtemit, Mcnearit, Phaunouxit, Pikropharmakolith, Rauenthalit, Vladimirit
  - VII/C.25: Brushit, Churchit-(Dy) (D), Churchit-(Nd) (D), Churchit-(Y), Pharmakolith
  - VII/C.26: Pintadoit
  - VII/C.27: Machatschkiit
  - VII/C.28: Nabaphit, Nastrophit
  - VII/C.29: Rhabdophangruppe: Brockit, Grayit, Ningyoit, Rhabdophan-(Ce), Rhabdophan-(La), Rhabdophan-(Nd), Rhabdophan-(Y), Štěpit, Tristramit, Vysokýit
  - VII/C.30: Erikapohlit, Keyit
  - VII/C.31: Tsumcorit-Gartrellit-Gruppe: Cabalzarit, Cobaltlotharmeyerit, Cobalttsumcorit, Ferrilotharmeyerit, Gartrellit, Helmutwinklerit, Krettnichit, Lotharmeyerit, Lukrahnit, Manganlotharmeyerit, Mawbyit, Mounanait, Nickellotharmeyerit, Nickelschneebergit, Nickeltsumcorit, Phosphogartrellit, Rappoldit, Schneebergit, Thometzekit, Tsumcorit, Yancowinnait, Zinkgartrellit
  - VII/C.32: Pottsit
  - VII/C.33: Molybdophosphate und ähnliche Verbindungen: Betpakdalit-CaCa, Betpakdalit-CaMg, Betpakdalit-NaCa, Betpakdalit-NaNa, Melkovit, Mendozavilit-KCa, Mendozavilit-NaCu, Mendozavilit-NaFe, Obradovicit-KCu, Obradovicit-NaCu, Obradovicit-NaNa, Paramendozavilit
  - VII/C.34: Rankachit

- VII/C.35: Wasserhaltige Diphosphate [P2O7]4−: Canaphit, Wooldridgeit
- VII/C.36: Wasserhaltige Divanadate [V2O7]4−: Fianelit, Mesait
- VII/C.37: Wasserhaltige Triphosphate [P3O10]5−: Hylbrownit, Kanonerovit

### VII/D. Wasserhaltige Phosphate, mit fremden Anionen
- VII/D.01 bis 02 – vorwiegend kleine Kationen (Be-Li)
  - VII/D.01: Atencioit, Bearsit, Footemineit, Glucin, Greifensteinit, Guimarãesit, Moraesit, Okruschit, Roscherit, Ruifrancoit, Uralolith, Weinebeneit, Zanazziit
  - VII/D.02: Tiptopit

- VII/D.03 bis 24 – mittelgroße Kationen (Cu-Zn-Mn-Al-Fe)
  - VII/D.03: Flurlit, Giniit, Gladiusit, Kaluginit, Landesit, Schmidit, Schoonerit, Steinmetzit, Wildenauerit, Wilhelmgümbelit
  - VII/D.04: Mcauslanit, Sinkankasit
  - VII/D.05: Bukovskýit, Destinezit, Diadochit, Hilarionit, Pitticit, Sarmientit, Zýkait
  - VII/D.06: Satpaevit
  - VII/D.07: Cloncurryit, Domerockit, Euchroit, Ianbruceit, Kovdorskit, Lapeyreit, Legrandit, Nevadait, Nissonit, Spencerit, Strashimirit, Whitecapsit
  - VII/D.08: Arthuritgruppe: Arthurit, Bendadait, Cobaltarthurit, Coralloit, Earlshannonit, Kleemanit, Kunatit, Mapimit, Ojuelait, Whitmoreit
  - VII/D.09: Césarferreirait, Kastningit, Metavauxit, Pseudolaueit, Stewartit, Vauxit
  - VII/D.10: Paravauxitgruppe: Ferrolaueit, Gordonit, Kummerit, Laueit, Maghrebit, Mangangordonit, Nordgauit, Paravauxit, Sigloit, Ushkovit
  - VII/D.11: Beraunit, Bermanit, Burangait, Dufrénit, Eleonorit (D), Ercitit, Ferristrunzit, Ferrostrunzit, Gayit, Gormanit, Kakoxen, Kamarizait, Kayrobertsonit, Kidwellit, Laubmannit (D), Matioliit, Metavivianit, Meurigit-K, Meurigit-Na, Natrodufrénit, Phosphofibrit, Souzalith, Strunzit, Tinticit, Zincoberaunit, Zincostrunzit
  - VII/D.12: Arangasit, Kribergit, Matulait, Mitryaevait, Sanjuanit, Sasait, Vantasselit, Vashegyit
  - VII/D.13: Allanpringit, Fluorwavellit, Kingit, Wavellit
  - VII/D.14: Childrenit, Eosphorit, Ernstit
  - VII/D.15: Türkisgruppe: Afmit, Aheylit, Chalkosiderit, Clarait, Faustit, Kobokoboit, Planerit, Türkis
  - VII/D.16: Akrochordit, Chenevixit, Guanacoit, Luetheit
  - VII/D.17: Aldermanit
  - VII/D.18: Bulachit, Fluellit, Senegalit
  - VII/D.19: Kipushit, Philipsburgit, Veszelyit
  - VII/D.20: Barrotit, Chalkophyllit, Coeruleit, Leogangit, Lirokonit, Parnauit, Zapatalith
  - VII/D.21: Hotsonit
  - VII/D.22: Rusakovit
  - VII/D.23: Bettertonit, Evansit, Liskeardit, Penberthycroftit, Rosièresit, Sieleckiit
  - VII/D.24: unbesetzt

- VII/D.25 bis 57 – mittelgroße und sehr große Kationen (Al-Mg und Ca-Na-K)
  - VII/D.25: Andyrobertsit, Attikait, Birchit, Braithwaiteit, Calcioandyrobertsit, Englishit, Epifanovit, Esperanzait, Goldquarryit, Lavendulan, Lemanskiit, Mahnertit, Sampleit, Shubnikovit, Zdeněkit
  - VII/D.26: Natrophosphat
  - VII/D.27: Kapundait, Leukophosphit, Minyulit, Spheniscidit, Tinsleyit
  - VII/D.28: Overitgruppe: Juonniit, Kampelit, Lun’okit, Manganosegelerit, Overit, Segelerit, Wilhelmvierlingit
  - VII/D.29: Whiteitgruppe: Falsterit, Ferraioloit, Jahnsit-(CaFeFe), Jahnsit-(CaFeMg), Jahnsit-(CaMgMg), Jahnsit-(CaMnFe), Jahnsit-(CaMnMg), Jahnsit-(CaMnMn), Jahnsit-(MnMnMn), Jahnsit-(NaFeMg), Jahnsit-(NaMnMg), Keckit, Rittmannit, Whiteit-(CaFeMg), Whiteit-(CaMnMg), Whiteit-(CaMnMn), Whiteit-(MnFeMg)
  - VII/D.30: Arseniosiderit, Kolfanit, Mitridatit, Pararobertsit, Robertsit, Sailaufit, Xanthoxenit
  - VII/D.31: Montgomeryitgruppe: Calcioferrit, Kingsmountit, Montgomeryit, Zodacit
  - VII/D.32: Girvasit, Jörgkellerit
  - VII/D.33: Benyacarit, Mantienneit, Paulkerrit
  - VII/D.34: unbesetzt
  - VII/D.35: unbesetzt
  - VII/D.36: Camgasit, Gatumbait, Isoklas, Joteit, Tapiait, Uduminelit
  - VII/D.37: Jungit, Parwanit
  - VII/D.38: Angarfit, Mejillonesit
  - VII/D.39: Johnwalkit, Olmsteadit
  - VII/D.40: Wycheproofit
  - VII/D.41: Voggit
  - VII/D.42: Skorpionit
  - VII/D.43: Lermontovit, Vyacheslavit
  - VII/D.44: unbesetzt
  - VII/D.45: Santafeit
  - VII/D.46: Peisleyit
  - VII/D.47: Bariopharmakoalumit, Bariopharmakosiderit, Cäsiumpharmakosiderit, Hydroniumpharmakoalumit, Hydroniumpharmakosiderit, Natropharmakoalumit, Natropharmakosiderit, Pharmakoalumit, Pharmakosiderit, Plumbopharmakosiderit, Strontiopharmakosiderit, Thalliumpharmakosiderit
  - VII/D.48: Ferrisymplesit, Gutsevichit, Santabarbarait, Yukonit
  - VII/D.49: Ogdensburgit
  - VII/D.50: Angastonit, Foggit, Galliskiit, Iangreyit, Krasnovit, Morinit
  - VII/D.51: Cyrilovit, Fluorowardit, Millisit, Wardit
  - VII/D.52: Långbanshyttanit, Wallkilldellit, Wallkilldellit-(Fe)
  - VII/D.53: Mixitgruppe: Agardit-(Ce), Agardit-(Dy), Agardit-(La), Agardit-(Nd), Agardit-(Y), Calciopetersit, Goudeyit, Juanitait, Mixit, Mrázekit, Petersit-(Ce), Petersit-(Nd) (Q), Petersit-(Y), Plumboagardit, Zálesíit
  - VII/D.54: Bleasdaleit, Richelsdorfit, Tangdanit, Tirolit
  - VII/D.55: Bolivarit, Delvauxit
  - VII/D.56: Synadelphit
  - VII/D.57: Bouazzerit

- VII/D.58: Wasserhaltige Divanadate [V2O7]4− mit fremden Anionen: Engelhauptit, Karpenkoit, Martyit, Volborthit

### VII/E. Uranyl-Phosphate/Arsenate und Uranyl-Vanadate mit [UO2]2+–[PO4]/[AsO4]3−und [UO2]2+–[V2O8]6−, mit isotypen Vanadaten (Sincositreihe)
- VII/E.01: Autunitgruppe: Autunit, Fritzscheit, Heinrichit, Kahlerit, Natroautunit (D), Nováčekit (Rn), Rauchit, Sabugalit, Saléeit, Torbernit, Trögerit, Uranocircit, Uranospinit, Zeunerit
- VII/E.02: Meta-Autunit-Gruppe: Abernathyit, Bassetit, Chernikovit, Lehnerit, Meta-Ankoleit, Meta-Autunit, Metaheinrichit, Metakahlerit, Metakirchheimerit, Metalodèvit, Metanatroautunit, Metanováčekit, Metarauchit, Metasaléeit, Metatorbernit, Metauranocircit (Rn), Metauranospinit, Metazeunerit, Natrouranospinit, Pseudo-Autunit (D), Ulrichit, Uramarsit, Uramphit
- VII/E.03: Bariosincosit, Simplotit, Sincosit
- VII/E.04: Arsenuranospathit, Uranospathit
- VII/E.05: Chistyakovait, Furongit, Moreauit, Ranunculit, Threadgoldit, Triangulit, Upalit
- VII/E.06: Coconinoit, Lakebogait, Vochtenit, Xiangjiangit
- VII/E.07: Althupit, Arsenovanmeersscheit, Arsenuranylit, Bergenit, Dewindtit, Dumontit, Françoisit-(Ce), Françoisit-(Nd), Hügelit, Kamitugait, Kivuit, Metavanmeersscheit, Mundit, Nielsbohrit, Phosphuranylit, Phuralumit, Phurcalit, Renardit, Vanmeersscheit, Yingjiangit
- VII/E.08: Hallimondit, Parsonsit
- VII/E.09: Przhevalskit
- VII/E.10: Asselbornit, Orthowalpurgin, Phosphowalpurgin, Šreinit, Walpurgin
- VII/E.11: Uranyl-Gruppenvanadate mit [UO2]2+-[V2O8]6−: Carnotit, Curienit, Finchit, Francevillit, Margaritasit, Metatyuyamunit, Metavanuralit, Sengierit, Strelkinit, Tyuyamunit, Vanuralit, Vanuranylit

## VIII Silikate
Die Klasse der Silikate umfasst auch die chemisch und strukturell ähnlichen Germanate.

### VIII/A. Inselsilikate mit [SiO4]-Gruppen
- VIII/A.01 bis 03 – Kationen in tetraedrischer Koordination [4]
  - VIII/A.01: Eukryptit, Phenakit, Willemit
  - VIII/A.02: Liberit
  - VIII/A.03: Esperit, Larsenit, Trimerit

- VIII/A.04 bis 07 – Kationen in oktaedrischer Koordination [6]
  - VIII/A.04: Olivingruppe: Fayalit, Forsterit, Laihunit, Liebenbergit, Tephroit
  - VIII/A.05: Glaukochroit, Kirschsteinit, Monticellit
  - VIII/A.06: Ahrensit, Ringwoodit, Wadsleyit
  - VIII/A.07: Bredigit, Calcio-Olivin, Flamit, Larnit, Merwinit

- VIII/A.08 bis 12 – Kationen in kubischer und oktaedrischer Koordination [8+6]
  - VIII/A.08: Granatgruppe: Almandin, Andradit, Calderit, Eltyubyuit, Eringait, Goldmanit, Grossular, Henritermierit, Holtstamit, Hutcheonit, Hydrougrandit (auch Hydro-Ugrandit, diskreditiert 1967), Irinarassit, Jeffbenit, Katoit, Kerimasit, Kimzeyit, Knorringit, Majorit, Menzerit-(Y), Momoiit, Morimotoit, Pyrop, Schorlomit, Spessartin, Toturit, Uwarowit, Wadalit
  - VIII/A.09: Zirkongruppe: Atelisit-(Y), Coffinit, Hafnon, Reidit, Stetindit-(Ce) (Rn), Thorit, Thorogummit, Zirkon
  - VIII/A.10: Umbozerit
  - VIII/A.11: Huttonit, Tombarthit-(Y) (D)
  - VIII/A.12: Eulytin

### VIII/B. Inselsilikate mit tetraederfremden Anionen
- VIII/B.01 bis 11 – Kationen in tetraedrischer oder oktaedrischer Koordination [4/6]
  - VIII/B.01: Beryllit, Euklas, Hodgkinsonit, Sphaerobertrandit
  - VIII/B.02: Andalusit, Boromullit, Kanonait, Kyanit, Mullit, Sillimanit, Topas, Yoderit
  - VIII/B.03: Gerstmannit, Klinoedrit, Magnesiostaurolith, Staurolith, Stringhamit, Zinkstaurolith
  - VIII/B.04: Humitgruppe: Alleghanyit, Chegemit, Chondrodit, Edgrewit, Fluorchegemit, Humit, Hydroxylchondrodit, Hydroxyledgrewit, Hydroxylklinohumit, Jerrygibbsit, Klinohumit, Kumtyubeit, Leukophönicit, Manganhumit, Norbergit, Reinhardbraunsit, Ribbeit, Sonolith
  - VIII/B.05: Jasmundit, Rondorfit
  - VIII/B.06: Bismutoferrit, Chapmanit
  - VIII/B.07: Tranquillityit
  - VIII/B.08: Iimoriit-(Y)
  - VIII/B.09: Abswurmbachit, Braunit, Franciscanit, Gatedalit, Katoptrit, Långbanit, Neltnerit, Örebroit, Welinit, Yeatmanit
  - VIII/B.10: Holdenit, Kolicit, Manganostibit, Parwelit
  - VIII/B.11: Asbecasit, Carlfrancisit, Dixenit, Kraisslit, Mcgovernit, Turtmannit, Wiklundit

- VIII/B.12 bis 38 – Kationen mit Koordinationszahlen zwischen [8] und [12]
  - VIII/B.12: Malayait, Natrotitanit, Titanit, Trimounsit-(Y), Vanadomalayait, Żabińskiit
  - VIII/B.13: Ivanyukit-Cu, Ivanyukit-K, Ivanyukit-Na, Natisit, Paranatisit
  - VIII/B.14: Cayalsit-(Y), Mieit-(Y), Pilawit-(Y)
  - VIII/B.15: Mongolit
  - VIII/B.16: Chesnokovit, Ilmajokit-(Ce), Kihlmanit-(Ce), Sitinakit, Tundrit-(Ce), Tundrit-(Nd)
  - VIII/B.17: unbesetzt
  - VIII/B.18: unbesetzt
  - VIII/B.19: Aluminocerit-(CeCa), Cerit-(Ce), Ferricerit-(La) (Rn), Kuliokit-(Y), Törnebohmit-(Ce), Törnebohmit-(La), Ulfanderssonit-(Ce)
  - VIII/B.20: Saryarkit-(Y)
  - VIII/B.21: Kittatinnyit
  - VIII/B.22: Afwillit, Aradit, Bultfonteinit, Galuskinit, Harrisonit, Hatrurit, Nabimusait, Nagelschmidtit, Olmiit, Poldervaartit, Silicocarnotit, Spurrit, Ternesit, Zadovit
  - VIII/B.23: Cebollit, Chantalit, Mozartit, Vuagnatit
  - VIII/B.24: Chloritoid, Magnesiochloritoid, Ottrélith
  - VIII/B.25: unbesetzt
  - VIII/B.26: Chessexit
  - VIII/B.27 bis 28 – Inselsilikate mit [SO4]2−, [CrO4]2− und [PO4]3−-Gruppen
    - VIII/B.27: Britholith-(Ce), Britholith-(Y), Chlorellestadit, Fluorbritholith-(Ce), Fluorbritholith-(Y), Fluorcalciobritholith, Fluorellestadit, Hydroxylellestadit, Mattheddleit
    - VIII/B.28: Hemihedrit, Iranit, Macquartit, Raygrantit, Wherryit

  - VIII/B.29 bis 33 – Inselsilikate mit Beryllium und Bor
    - VIII/B.29: Datolith-Gadolinit-Gruppe: Bakerit, Calcybeborosilit-(Y), Datolith, Gadolinit-(Ce), Gadolinit-(Nd), Gadolinit-(Y), Hingganit-(Ce), Hingganit-(Y), Hingganit-(Yb), Homilit, Minasgeraisit-(Y)
    - VIII/B.30: Ellenbergerit
    - VIII/B.31: Boralsilit, Dumortierit, Grandidierit, Harkerit, Holtit, Kornerupin, Magnesiodumortierit, Nioboholtit, Ominelit, Prismatin, Titanoholtit, Vránait, Werdingit
    - VIII/B.32: Garrelsit
    - VIII/B.33: Byzantievit, Hundholmenit-(Y), Laptevit-(Ce), Melanocerit-(Ce), Okanoganit-(Y), Proshchenkoit-(Y), Tritomit-(Ce), Tritomit-(Y), Vicanit-(Ce) (Rn)

  - VIII/B.34 bis 38 – Uranyl-Inselsilikate mit [UO2]2+-[SiO4]4− und Verwandte
    - VIII/B.34: Boltwoodit, Cuprosklodowskit, Kasolit, Natroboltwoodit, Oursinit, Sklodowskit, Uranophan, Parauranophan (ehemals Uranophan-β)
    - VIII/B.35: Uranosilit
    - VIII/B.36: Soddyit, Swamboit-(Nd)
    - VIII/B.37: Calcioursilit, Magnioursilit, Ursilit
    - VIII/B.38: Lepersonnit-(Gd)

### VIII/C. Gruppensilikate
- VIII/C.01 bis 06 – Gruppensilikate [Si2O7]6−, ohne tetraederfremde Anionen
  - VIII/C.01: Cervandonit-(Ce), Gittinsit, Keiviit-(Y), Keiviit-(Yb), Kristiansenit, Percleveit-(Ce), Thortveitit, Yttrialith-(Y)
  - VIII/C.02: Melilithgruppe mit Anhang: Åkermanit, Alumoåkermanit, Andrémeyerit, Barylith, Gehlenit, Gugiait, Hardystonit, Hydroxylgugiait, Jeffreyit, Melilith, Meliphanit, Okayamalith
  - VIII/C.03: Rankinit, Scottyit
  - VIII/C.04: Keldyshit, Khibinskit, Parakeldyshit
  - VIII/C.05: unbesetzt
  - VIII/C.06: Barysilit, Edgarbaileyit

- VIII/C.07 bis 20 – Gruppensilikate [Si2O7]6−, mit tetraederfremden Anionen (O,OH,F)
  - VIII/C.07: Bertrandit, Hemimorphit, Junitoit
  - VIII/C.08: Axinitgruppe: Axinit-(Fe), Axinit-(Mg), Axinit-(Mn), Tinzenit
  - VIII/C.09: Aklimait, Cuspidin, Fukalith, Jaffeit, Killalait, Rusinovit, Suolunit, Tilleyit
  - VIII/C.10: Cortesognoit, Hennomartinit, Ilvait, Itoigawait, Lawsonit, Manganilvait, Noelbensonit
  - VIII/C.11: Wöhleritreihe: Baghdadit, Burpalit, Dovyrenit, Hiortdahlit, Janhaugit, Låvenit, Marianoit, Niocalit, Normandit, Roumait, Wöhlerit
  - VIII/C.12: Mosandrit-Rosenbuschit-Reihe: Batievait-(Y), Fogoit-(Y), Götzenit, Hainit-(Y) (Rn), Kochit, Mosandrit-(Ce) (Rn), Nacareniobsit-(Ce), Rinkit-(Ce) (Rn), Rosenbuschit
  - VIII/C.13: Lamprophyllitreihe: Barytolamprophyllit, Emmerichit, Ericssonit, Ferroericssonit, Fluorlamprophyllit, Grenmarit, Lamprophyllit, Lileyit, Nabalamprophyllit, Seidozerit
  - VIII/C.14: Murmanit-Lomonosovit-Reihe: Betalomonosovit, Bobshannonit, Bornemanit, Bussenit, Calciomurmanit, Epistolit, Innelit, Jinshajiangit, Lomonosovit, Murmanit, Perraultit, Phosphoinnelit, Polyphit, Quadruphit, Shkatulkalith, Sobolevit, Surkhobit, Vigrishinit, Vuonnemit, Yoshimurait, Zvyaginit
  - VIII/C.15: Bafertisitreihe: Bafertisit, Bykovait, Cámarait, Delindeit, Fresnoit, Hejtmanit, Kazanskyit, Kolskyit, Laurentianit, Nechelyustovit, Saamit, Schüllerit
  - VIII/C.16: Belkovit, Fersmanit
  - VIII/C.17: Chevkinitreihe: Chevkinit-(Ce), Christofschäferit-(Ce), Delhuyarit-(Ce), Dingdaohengit-(Ce), Hezuolinit, Maoniupingit-(Ce), Matsubarait, Perrierit-(Ce), Perrierit-(La), Polyakovit-(Ce), Rengeit, Stavelotit-(La), Strontiochevkinit
  - VIII/C.18: Birait-(Ce), Karnasurtit-(Ce), Magnesiorowlandit-(Y), Rowlandit-(Y), Schlüterit-(Y)
  - VIII/C.19: Nasonit
  - VIII/C.20: Kentrolith, Melanotekit

- VIII/C.21 bis 27 – Mischstrukturen mit [SiO4]4−-Inseln und [Si2O7]6−-Gruppen
  - VIII/C.21: Harstigit
  - VIII/C.22: Dellait, Rustumit
  - VIII/C.23: Epidotgruppe: Allanit-(Ce), Allanit-(La), Allanit-(Nd), Allanit-(Y), Alnaperbøeit-(Ce), Åskagenit-(Nd), Dissakisit-(Ce), Dissakisit-(La), Dollaseit-(Ce), Epidot, Epidot-(Sr), Ferriakasakait-(La), Ferriallanit-(Ce), Ferriallanit-(La), Ferriandrosit-(La), Ferriperbøeit-(Ce), Gatelit-(Ce), Hancockit, Khristovit-(Ce), Klinozoisit, Manganiakasakait-(La), Manganiandrosit-(Ce), Manganiandrosit-(La), Mukhinit, Niigatait, Perbøeit-(Ce), Piemontit, Piemontit-(Pb), Piemontit-(Sr), Tweddillit, Uedait-(Ce), Vanadoallanit-(La), Vanadoandrosit-(Ce), Västmanlandit-(Ce), Zoisit
  - VIII/C.24: Pumpellyitgruppe: Julgoldit-(Fe2+), Julgoldit-(Fe3+), Julgoldit-(Mg), Macfallit, Okhotskit, Poppiit, Pumpellyit-(Al), Pumpellyit-(Fe2+), Pumpellyit-(Fe3+), Pumpellyit-(Mg), Pumpellyit-(Mn2+), Samfowlerit, Shuiskit-(Mg) (Rn), Sursassit
  - VIII/C.25: unbesetzt
  - VIII/C.26: Alumovesuvianit, Cyprin, Fluorvesuvianit, Magnesiovesuvianit, Manganvesuvianit, Vesuvianit, Wiluit
  - VIII/C.27: Ganomalith, Queitit, Wayneburnhamit

- VIII/C.28 bis 33 – [Si3O10]8−-Gruppen
  - VIII/C.28: Kilchoanit, Pavlovskyit, Rosenhahnit
  - VIII/C.29: Aminoffit
  - VIII/C.30: unbesetzt
  - VIII/C.31: Kinoit
  - VIII/C.32: unbesetzt
  - VIII/C.33: Thalénit-(Y)

- VIII/C.34 bis 36 – sonstige Gruppensilikate
  - VIII/C.34: Alpeit, Ardennit-(As), Ardennit-(V), Arsenmedait, Braccoit, Cassagnait, Lavoisierit, Medait, Orientit, Saneroit, Scheuchzerit, Tiragalloit
  - VIII/C.35: Akatoreit, Hubeit, Ruizit, Taniajacoit
  - VIII/C.36: Zunyit

- VIII/C.37: Fencooperit

### VIII/D. Unklassifizierte Silikate
- VIII/D.01: unbesetzt

- VIII/D.02 bis 11 – vorwiegend kleine Kationen (Mg-Fe-Mn-Cu)
  - VIII/D.02: unbesetzt
  - VIII/D.03: unbesetzt
  - VIII/D.04: unbesetzt
  - VIII/D.05: Bostwickit
  - VIII/D.06: Apachit, Gilalith
  - VIII/D.07: Ajoit
  - VIII/D.08: unbesetzt
  - VIII/D.09: Almbosit (D), Kurumsakit
  - VIII/D.10: unbesetzt
  - VIII/D.11: unbesetzt

- VIII/D.12 bis 22 – vorwiegend große Kationen (Na-K-Ca-Sr-Pb)
  - VIII/D.12: Ertixiit
  - VIII/D.13: Kenyait
  - VIII/D.14: unbesetzt
  - VIII/D.15: unbesetzt
  - VIII/D.16: Tiettait
  - VIII/D.17: Juanit
  - VIII/D.18: unbesetzt
  - VIII/D.19: Oyelith, Wawayandait
  - VIII/D.20: unbesetzt
  - VIII/D.21: Creaseyit, Luddenit
  - VIII/D.22: Plumbotsumit

### VIII/E. Ringsilikate
- VIII/E.01 bis 05 – Dreierringe [Si3O9]6−
  - VIII/E.01: Bazirit, Benitoit, Bobtraillit, Pabstit, Rogermitchellit, Wadeit
  - VIII/E.02: Margarosanit, Mathewrogersit, Pseudowollastonit, Roeblingit, Walstromit
  - VIII/E.03: Jonesit
  - VIII/E.04: Calciokatapleiit, Katapleiit, Moskvinit-(Y)
  - VIII/E.05: Cappelenit-(Y), Diversilit-(Ce), Stillwellit-(Ce)

- VIII/E.06 bis 09 – Viererringe [Si4O12]8−
  - VIII/E.06: Ashburtonit, Bobmeyerit, Colinowensit, Papagoit
  - VIII/E.07: Labuntsovitgruppe: Alsakharovit-Zn, Burovait-Ca, Gjerdingenit-Ca, Gjerdingenit-Fe, Gjerdingenit-Mn, Gjerdingenit-Na, Gutkovait-Mn, Karupmøllerit-Ca, Komarovit, Korobitsynit, Kuzmenkoit-Mn, Kuzmenkoit-Zn, Labuntsovit-Fe, Labuntsovit-Mg, Labuntsovit-Mn, Lemmleinit-Ba, Lemmleinit-K, Lepkhenelmit-Zn, Natrokomarovit, Nenadkevichit, Neskevaarait-Fe, Organovait-Mn, Organovait-Zn, Parakuzmenkoit-Fe, Paralabuntsovit-Mg, Paratsepinit-Ba, Paratsepinit-Na, Tsepinit-Ca, Tsepinit-K, Tsepinit-Na, Tsepinit-Sr, Vuoriyarvit-K
  - VIII/E.08: Joaquinitgruppe: Baotit, Bario-Orthojoaquinit, Byelorussit-(Ce), Cerchiarait-(Al), Cerchiarait-(Fe), Cerchiarait-(Mn), Joaquinit-(Ce), Nagashimalith, Orthojoaquinit-(Ce), Orthojoaquinit-(La), Strontiojoaquinit, Strontio-Orthojoaquinit, Taramellit, Titantaramellit, Verplanckit
  - VIII/E.09: Kainosit-(Y), Klinophosinait, Phosinait-(Ce)

- VIII/E.10: Doppelte Viererringe [Si8O20]8−: Arapovit, Ekanit, Iraqit-(La), Steacyit, Turkestanit
- VIII/E.11: Kombination von Viererringen mit Gruppe/Achterringen: Hyalotekit, Itsiit, Kapitsait-(Y), Kasatkinit, Khvorovit

- VIII/E.12 bis 21 – Sechserringe [Si6O18]12−
  - VIII/E.12: Bazzit, Beryll, Bunnoit, Cordierit, Ferroindialith, Indialith, Pezzottait, Sekaninait, Stoppaniit
  - VIII/E.13: Gerenit-(Y), Vyuntspakhkit-(Y)
  - VIII/E.14: Aleksandrovit, Baratovit, Katayamalith
  - VIII/E.15: Combeit, Kostylevit, Sørensenit
  - VIII/E.16: Lovozeritgruppe: Imandrit, Kapustinit, Kazakovit, Koashvit, Litvinskit, Lovozerit, Petarasit, Tisinalith, Townendit, Zirsinalith
  - VIII/E.17: Abenakiit-(Ce), Steenstrupin-(Ce)
  - VIII/E.18: Thorosteenstrupin
  - VIII/E.19: Turmalingruppe: Adachiit, Bosiit, Chrom-Dravit, Chromo-Alumino-Povondrait, Darrellhenryit, Dravit, Elbait, Feruvit, Fluor-Buergerit, Fluor-Dravit, Fluor-Elbait, Fluor-Liddicoatit, Fluor-Schörl, Fluor-Tsilaisit, Fluor-Uvit, Foitit, Lucchesiit, Luinait-(OH) (diskreditiert), Magnesio-Foitit, Maruyamait, Olenit, Oxy-Chrom-Dravit, Oxy-Dravit, Oxy-Foitit, Oxy-Schörl, Oxy-Vanadium-Dravit, Povondrait, Rossmanit, Schörl, Tsilaisit, Uvit, Vanadio-Oxy-Chrom-Dravit, Vanadio-Oxy-Dravit
  - VIII/E.20: Odintsovit
  - VIII/E.21: Chrysokoll, Dioptas

- VIII/E.22: Doppelte Sechserringe [Si12O30]12− – Milarit-Osumilith-Gruppe: Agakhanovit-(Y), Almarudit, Armenit, Berezanskit, Brannockit, Chayesit, Darapiosit, Dusmatovit, Eifelit, Emeleusit, Faizievit, Friedrichbeckeit, Klöchit, Lipuit, Merrihueit, Milarit, Oftedalit, Osumilith, Osumilith-(Mg), Poudretteit, Roedderit, Shibkovit, Sogdianit, Sugilith, Trattnerit, Yagiit, Yakovenchukit-(Y)
- VIII/E.23: Achterringe: Muirit
- VIII/E.24: Neunerringe: Zakharovit
- VIII/E.25: Neunerringe + Dreierringe – Eudialytgruppe: Alluaivit, Andrianovit, Aqualith, Carbokentbrooksit, Davinciit, Dualith, Eudialyt, Feklichevit, Fengchengit, Ferrokentbrooksit, Georgbarsanovit, Golyshevit, Ikranit, Ilyukhinit, Johnsenit-(Ce), Kentbrooksit, Khomyakovit, Labyrinthit, Manganoeudialyt, Manganokhomyakovit, Mogovidit, Oneillit, Raslakit, Rastsvetaevit, Taseqit, Voronkovit, Zirsilit-(Ce)
- VIII/E.26: Zwölferringe und größere: Megacyclit, Traskit

### VIII/F. Ketten- und Bandsilikate
- VIII/F.01 bis 06 – Zweierketten [Si2O6]4−
  - VIII/F.01 bis 02 – Pyroxengruppe
    - VIII/F.01: Klinopyroxene: Aegirin, Aegirin-Augit, Augit, Davisit, Diopsid, Esseneit, Grossmanit, Hedenbergit, Jadeit, Jervisit, Johannsenit, Kanoit, Klinoenstatit, Klinoferrosilit, Kosmochlor, Kushiroit, Namansilit, Natalyit, Omphacit, Petedunnit, Pigeonit, Spodumen, Tissintit
    - VIII/F.02: Orthopyroxene: Akimotoit, Donpeacorit, Enstatit, Ferrosilit, Nchwaningit, Protoenstatit

  - VIII/F.03: Balipholit, Capranicait, Eliseevit, Ferrokarpholith, Kaliumkarpholith, Karpholith, Kukisvumit, Lintisit, Lorenzenit, Magnesiokarpholith, Manganokukisvumit, Paravinogradovit, Punkaruaivit, Vanadiokarpholith, Vinogradovit, Yegorovit
  - VIII/F.04: Shattuckit
  - VIII/F.05: Lavinskyit, Plancheit
  - VIII/F.06: unbesetzt

- VIII/F.07 bis 13 – Zweierbänder [Si4O11]6−
  - VIII/F.07 bis 12 – Amphibolgruppe
    - VIII/F.07: Mg-Fe-Mn-Amphibole: Cummingtonit, Grunerit, Klino-Ferri-Holmquistit, Klino-Ferro-Ferri-Holmquistit, Klino-Ferro-Suenoit (Q), Klino-Holmquistit (D), Klino-Suenoit
    - VIII/F.08: Alkali-Amphibole: Arfvedsonit, Eckermannit, Ferri-Fluoro-Leakeit, Ferri-Leakeit, Ferri-Obertiit, Ferri-Pedrizit, Ferro-Eckermannit, Ferro-Ferri-Fluoro-Leakeit (auch Ferro-Ferri-Fluoroleakeit; Rd), Ferro-Ferri-Leakeit (H), Ferro-Ferri-Nybøit, Ferro-Ferri-Obertiit, Ferro-Ferri-Pedrizit, Ferro-Fluoro-Pedrizit, Ferro-Glaukophan, Fluoro-Leakeit, Fluoro-Nybøit, Fluoro-Pedrizit, Glaukophan, Kalium-Arfvedsonit, Kalium-Ferri-Leakeit (Rd), Kalium-Magnesio-Fluoro-Arfvedsonit (Rd), Kalium-Mangani-Leakeit, Magnesio-Arfvedsonit, Magnesio-Fluoro-Arfvedsonit (Rd), Magnesio-Riebeckit, Mangani-Dellaventurait, Mangani-Obertiit, Mangano-Ferri-Eckermannit, Mangano-Mangani-Ungarettiit, Nybøit, Oxo-Mangani-Leakeit, Riebeckit
    - VIII/F.09: Na-Ca-Amphibole: Barroisit, Ferri-Ghoseit, Ferri-Winchit, Ferro-Barroisit, Ferro-Katophorit, Ferro-Richterit, Ferro-Taramit, Ferro-Winchit, Fluoro-Richterit, Fluoro-Taramit, Kalium-Ferro-Ferri-Taramit, Kalium-Ferro-Taramit, Kalium-Fluoro-Richterit, Kalium-Richterit, Katophorit, Richterit, Taramit, Winchit
    - VIII/F.10: Ca2-Amphibole: Aktinolith, Chromio-Pargasit (Rd), Edenit, Ferri-Kaersutit, Ferri-Sadanagait (H), Ferro-Aktinolith, Ferro-Edenit, Ferro-Ferri-Hornblende, Ferro-Ferri-Tschermakit (H), Ferro-Hornblende, Ferro-Kaersutit, Ferro-Pargasit, Ferro-Sadanagait (H), Ferro-Tschermakit, Fluoro-Cannilloit, Fluoro-Edenit, Fluoro-Pargasit, Fluoro-Tremolit, Hastingsit, Kaersutit, Kalium-Chloro-Hastingsit (Rd), Kalium-Chloro-Pargasit (Rd), Kalium-Ferro-Ferri-Sadanagait, Kalium-Ferro-Pargasit, Kalium-Fluoro-Hastingsit (Rd), Kalium-Fluoro-Pargasit (Rd), Kalium-Hastingsit, Kalium-Magnesio-Hastingsit (Rd), Kalium-Pargasit, Kalium-Sadanagait, Magnesio-Ferri-Fluoro-Hornblende (auch Magnesio-Ferri-Fluorohornblende), Magnesio-Fluoro-Hastingsit, Magnesio-Hastingsit, Magnesio-Hornblende, Magnesio-Sadanagait (D), Oxo-Magnesio-Hastingsit, Pargasit, Parvo-Mangano-Edenit (D), Parvo-Manganotremolit, Sadanagait, Tremolit, Tschermakit
    - VIII/F.11: Pb-Ca-Amphibole: Joesmithit
    - VIII/F.12: Orthorhombische Amphibole: Anthophyllit, Ferro-Anthophyllit, Ferro-Gedrit, Ferro-Holmquistit, Ferro-Papikeit (früher: Natrium-Ferrogedrit), Gedrit, Holmquistit, Natro-Anthophyllit, Natro-Ferro-Anthophyllit, Natriumgedrit (Q), Proto-Anthophyllit, Proto-Ferro-Anthophyllit, Proto-Ferro-Suenoit

  - VIII/F.13: Chesterit, Jimthompsonit, Klinojimthompsonit

- VIII/F.14 bis 17 – verzweigte Ketten
  - VIII/F.14: Aenigmatitgruppe: Addibischoffit, Aenigmatit, Dorrit, Høgtuvait, Khesinit, Krinovit, Kuratit, Makarochkinit, Rhönit, Serendibit, Warkit, Welshit, Wilkinsonit
  - VIII/F.15: Khmaralith, Sapphirin, Surinamit
  - VIII/F.16: Deerit, Howieit, Johninnesit, Taneyamalith
  - VIII/F.17: unbesetzt

- VIII/F.18 bis 20 – Dreierketten [Si3O9]6−
  - VIII/F.18: Barrydawsonit-(Y), Bustamit, Cascandit, Denisovit, Ferrobustamit, Foshagit, Jennit, Mendigit, Murakamiit, Pektolith, Schizolith, Serandit, Steedeit, Tanohatait, Trabzonit, Vistepit, Wollastonit, Yangit
  - VIII/F.19: Jusit, Klinotobermorit, Plombièrit, Riversideit, Tacharanit, Tobermorit, Whelanit
  - VIII/F.20: Paraumbit, Umbit

- VIII/F.21 bis 23 – Dreierbänder [Si6O15/17]6−/10− und modifizierte Dreierbänder
  - VIII/F.21: Hillebrandit, Nekoit, Scawtit, Xonotlit
  - VIII/F.22: Chivruaiit, Haineaultit, Senkevichit, Tinaksit, Tokkoit, Zorit
  - VIII/F.23: Elpidit, Hydroterskit, Terskit, Yusupovit

- VIII/F.24 bis 26 – Viererketten [Si4O12]8−
  - VIII/F.24: Balangeroit, Gageit, Leukophan, Magbasit, Rait
  - VIII/F.25: Batisit, Krauskopfit, Noonkanbahit, Ohmilith, Shcherbakovit, Taikanit
  - VIII/F.26: Bavsiit, Haradait, Suzukiit

- VIII/F.27: Fünferketten [Si5O15]10−: Babingtonit, Ferrorhodonit, Fowlerit, Inesit, Lithiomarsturit, Manganbabingtonit, Marsturit, Nambulit, Natronambulit, Rhodonit, Santaclarait, Scandiobabingtonit

- VIII/F.28 bis 30 – Sechserketten [Si6O18]12− und Sechserbänder [Si12O30]12−
  - VIII/F.28: Howlith
  - VIII/F.29: Calciohilairit, Gaidonnayit, Georgechaoit, Hilairit, Komkovit, Pyatenkoit-(Y), Sazykinait-(Y), Stokesit
  - VIII/F.30: Pellyit, Tuhualith, Zektzerit

- VIII/F.31: Siebenerketten [Si7O21]14−: Plumalsit, Pyroxferroit, Pyroxmangit
- VIII/F.32: Zwölferketten [Si12O36]24−: Aerinit, Alamosit
- VIII/F.33: Kombination aus Kette und Gruppe: Davreuxit, Strakhovit

- VIII/F.34 bis 40 – komplexe Kettenstrukturen (Zylinderketten und andere)
  - VIII/F.34: Narsarsukit, Penkvilksit, Tumchait, Vlasovit
  - VIII/F.35: Canasit, Charoit, Eveslogit, Fluorcanasit, Frankamenit, Miserit, Yuksporit
  - VIII/F.36: Ashcroftin-(Y), Caysichit-(Y), Ciprianiit, Grumantit, Hellandit-(Ce), Hellandit-(Gd) (Q), Hellandit-(Y), Hellandit-(Yb) (Q), Mottanait-(Ce), Piergorit-(Ce), Tadzhikit-(Ce)
  - VIII/F.37: Magnesioneptunit, Manganoneptunit, Neptunit, Watatsumiit
  - VIII/F.38: Sverigeit
  - VIII/F.39: unbesetzt
  - VIII/F.40: Liebauit

### VIII/G. Übergangsstrukturen von Ketten- zu Schichtsilikaten
- VIII/G.01: Okenit
- VIII/G.02: Eakerit
- VIII/G.03: Bussyit-(Ce), Bussyit-(Y), Ferronordit-(Ce), Ferronordit-(La), Manganonordit-(Ce), Meieranit, Nordit-(Ce), Nordit-(La), Semenovit-(Ce), Vladykinit
- VIII/G.04: Epididymit, Eudidymit
- VIII/G.05: Makatit, Searlesit, Silinait
- VIII/G.06: unbesetzt
- VIII/G.07: Alflarsenit, Amstallit, Bavenit, Bohseit, Chiavennit, Ferrochiavennit, Prehnit, Rudenkoit, Tvedalit
- VIII/G.08: Chiappinoit-(Y), Kvanefjeldit, Perettiit-(Y)
- VIII/G.09: Altisit, Hogarthit, Lemoynit, Loudounit, Natrolemoynit
- VIII/G.10: Leukosphenit
- VIII/G.11: Laplandit-(Ce)
- VIII/G.12: Astrophyllitgruppe: Astrophyllit, Bulgakit, Devitoit, Heyerdahlit, Hydroastrophyllit, Kupletskit, Kupletskit-(Cs), Lobanovit, Nalivkinit, Niobokupletskit, Niobophyllit, Sveinbergeit, Tarbagatait, Zirkophyllit
- VIII/G.13: Karyochroit, Nafertisit, Zeravshanit
- VIII/G.14: Intersilit, Veblenit

### VIII/H. Schichtsilikate
- VIII/H.01 bis 08 – tetragonale oder pseudotetragonale Schichtstrukturen [Si4O10]4− usw.
  - VIII/H.01: Fluorapophyllit-(K), Fluorapophyllit-(Na), Hydroxyapophyllit-(K) (auch Hydroxylapophyllit-(K))
  - VIII/H.02: Bigcreekit, Cuprorivait, Diegogattait, Effenbergerit, Gillespit, Sanbornit, Wesselsit
  - VIII/H.03: Dalyit, Davanit
  - VIII/H.04: Calcinaksit, Ershovit, Fenaksit, Litidionit, Manaksit, Paraershovit
  - VIII/H.05: Kanemit, Natrosilit, Revdit
  - VIII/H.06: Latiumit, Tuscanit
  - VIII/H.07: Carletonit
  - VIII/H.08: unbesetzt

- VIII/H.09 bis 27 – glimmerartige Schichtsilikate mit [Si4O10]4− und Verwandte
  - VIII/H.09: Ferripyrophyllit, Kegelit, Macaulayit, Minnesotait, Pyrophyllit, Talk, Willemseit
  - VIII/H.10 bis 13 – Glimmergruppe
    - VIII/H.10: Seladonit-Muskovit-Reihe (Phengite): Aluminoseladonit, Boromuskovit, Chromphyllit, Chromseladonit, Ferroaluminoseladonit, Ferroseladonit, Ganterit, Muskovit, Nanpingit, Paragonit, Roscoelith, Seladonit, Tobelith
    - VIII/H.11: Lithionit-Biotit-Reihe: Annit, Aspidolith, Balestrait, Eastonit, Ephesit, Fluorannit, Fluorophlogopit, Fluorotetraferriphlogopit, Hendricksit, Hydrobiotit, Luanshiweiit, Masutomilith, Montdorit, Norrishit, Orlovit, Oxyphlogopit, Phlogopit, Polylithionit, Preiswerkit, Shirokshinit, Shirozulith, Siderophyllit, Sokolovait, Suhailit, Tainiolith, Tetraferriannit, Tetraferriphlogopit, Trilithionit, Voloshinit, Yangzhumingit
    - VIII/H.12: Sprödglimmer (Margaritreihe): Anandit, Bityit, Chernykhit, Clintonit, Ferrokinoshitalith, Fluorokinoshitalith, Hanjiangit, Kinoshitalith, Margarit, Oxykinoshitalith
    - VIII/H.13: Alkali-defizitäte Glimmer: Brammallit, Glaukonit, Illit, Wonesit

  - VIII/H.14: unbesetzt
  - VIII/H.15: Agrellit, Glagolevit, Kryptophyllit, Shlykovit
  - VIII/H.16: Erlianit
  - VIII/H.17: Armbrusterit, Bannisterit, Bariumbannisterit, Eggletonit, Franklinphilit, Ganophyllit, Lennilenapeit, Middendorfit, Parsettensit, Stilpnomelan, Tamait
  - VIII/H.18 bis 22 – Tonminerale, regulär geschichtet
    - VIII/H.18 bis 20 – Montmorillonitgruppe
      - VIII/H.18: Aliettit, Corrensit, Kulkeit, Lunijianlait, Rectorit, Saliotit, Tarasovit, Tosudit
      - VIII/H.19: Beidellit, Brinrobertsit, Montmorillonit, Nontronit, Swinefordit, Volkonskoit, Yakhontovit
      - VIII/H.20: Ferrosaponit, Hectorit, Saponit, Sauconit, Spadait, Stevensit, Zinksilit

    - VIII/H.21: Vermiculit
    - VIII/H.22: Rilandit

  - VIII/H.23: Chloritgruppe: Baileychlor, Borocookeit, Chamosit, Cookeit, Donbassit, Franklinfurnaceit, Gonyerit, Jadarit, Klinochlor, Manandonit, Nimit, Pennantit, Sudoit
  - VIII/H.24: Britvinit, Ferrisurit, Molybdophyllit, Niksergievit, Roymillerit, Surit
  - VIII/H.25: Kaolinitgruppe: Dickit, Halloysit, Kaolinit, Nakrit
  - VIII/H.26: Allophan, Hisingerit, Imogolith, Neotokit, Odinit
  - VIII/H.27: Serpentingruppe: Amesit, Antigorit, Berthierin, Brindleyit, Carlosturanit, Chrysotil, Cronstedtit, Dozyit, Fraipontit, Greenalith, Guidottiit, Karpinskit, Karyopilit, Kellyit, Lizardit, Népouit, Pecorait

- VIII/H.28 bis 37 – Schichtsilikate mit anderen Einfachschichten [Si6O15]6− und andere
  - VIII/H.28: Bementit, Brokenhillit, Friedelit, Innsbruckit, Mcgillit, Nelenit, Pyrosmalith-(Fe), Pyrosmalith-(Mn), Schallerit, Varennesit
  - VIII/H.29: Manganonaujakasit, Naujakasit, Spodiophyllit
  - VIII/H.30: unbesetzt
  - VIII/H.31: Sazhinit-(Ce), Sazhinit-(La)
  - VIII/H.32: Plumbophyllit
  - VIII/H.33: Falcondoit, Ferrisepiolith, Kalifersit, Loughlinit, Palygorskit, Sepiolith, Tuperssuatsiait, Windhoekit, Yofortierit
  - VIII/H.34: Armstrongit, Cairncrossit, Ellingsenit, Fedorit, Gyrolith, Lalondeit, Martinit, Minehillit, Orlymanit, Reyerit, Truscottit, Tungusit, Zeophyllit
  - VIII/H.35: Hyttsjöit, Jagoit, Maricopait, Rongibbsit
  - VIII/H.36: Cavansit, Pentagonit
  - VIII/H.37: Coutinhoit, Haiweeit, Metahaiweeit, Weeksit

- VIII/H.38 bis 40 – Schichtsilikate mit Tetraeder-Doppelschichten und Verwandte
  - VIII/H.38: Burckhardtit, Cymrit, Delhayelith, Esquireit, Fivegit, Günterblassit, Hillesheimit, Hydrodelhayelith, Ilímaussit-(Ce), Kampfit, Lourenswalsit, Macdonaldit, Monteregianit-(Y), Mountainit, Rhodesit, Seidit-(Ce), Tienshanit, Umbrianit, Wickenburgit
  - VIII/H.39: Magadiit, Silhydrit, Strätlingit, Vertumnit
  - VIII/H.40: Coombsit, Shafranovskit, Zussmanit

### VIII/J. Gerüstsilikate
- VIII/J.01 bis 08 – ohne tetraederfremde Anionen
  - VIII/J.01: Fabrièsit, Lisetit
  - VIII/J.02: Davidsmithit, Kaliophilit, Kalsilit, Malinkoit, Megakalsilit, Nephelin, Panunzit, Trikalsilit, Trinephelin, Yoshiokait
  - VIII/J.03: Lisitsynit, Petalit, Virgilit
  - VIII/J.04: Chkalovit
  - VIII/J.05: Ammonioleucit, Leucit
  - 06 bis 07 – Feldspatgruppe
    - VIII/J.06: Buddingtonit, Celsian, Hexacelsian, Hyalophan, Kokchetavit, Mikroklin, Orthoklas, Paracelsian, Rubiklin, Sanidin, Slawsonit
    - VIII/J.07: Albit, Andesin, Anorthit, Anorthoklas, Banalsit, Bytownit, Dmisteinbergit, Filatovit, Kumdykolit, Labradorit, Liebermannit, Lingunit, Oligoklas, Stöfflerit, Stronalsit, Svyatoslavit

  - VIII/J.08: Danburit, Maleevit, Pekovit, Reedmergnerit

- VIII/J.09 bis 14 – mit tetraederfremden Anionen
  - VIII/J.09: Cancrinitgruppe: Afghanit, Alloriit, Balliranoit, Biachellait, Bystrit, Cancrinit, Cancrisilit, Carbobystrit, Davyn, Depmeierit, Fantappièit, Farneseit, Franzinit, Giuseppettit, Hydroxycancrinit, Kircherit, Kyanoxalith, Liottit, Marinellit, Mikrosommit, Pitiglianoit, Quadridavyn, Sacrofanit, Tounkit, Vishnevit, Wenkit
  - VIII/J.10: Eirikit, Leifit, Telyushenkoit
  - VIII/J.11: Sodalithgruppe: Bicchulith, Haüyn, Hydrosodalith, Kamaishilith, Lasurit, Nosean, Sodalith, Tsaregorodtsevit, Tugtupit, Vladimirivanovit
  - VIII/J.12: Danalith, Genthelvin, Helvin
  - VIII/J.13: Skapolithreihe: Kalborsit, Marialith, Mejonit, Sarkolith, Silvialith
  - VIII/J.14: Ussingit

- VIII/J.15 bis 20 – Gerüstsilikate mit Zeolithstruktur
  - VIII/J.15: Bikitait
  - VIII/J.16: Hsianghualith
  - VIII/J.17: Gaultit, Lovdarit, Nabesit
  - VIII/J.18: Parthéit
  - VIII/J.19: Roggianit
  - VIII/J.20: Krásnoit, Lithosit, Meierit, Mendeleevit-(Ce), Perhamit, Thornasit, Tschörtnerit

- VIII/J.21 bis 27 – Zeolithgruppe
  - VIII/J.21 bis 22 – Faserzeolithe
    - VIII/J.21: Gonnardit, Mesolith, Natrolith, Paranatrolith, Skolezit, Thomsonit-Ca, Thomsonit-Sr
    - VIII/J.22: Boggsit, Dachiardit-Ca, Dachiardit-Na, Direnzoit, Edingtonit, Ferrierit-K, Ferrierit-Mg, Ferrierit-Na, Gottardiit, Laumontit, Mordenit, Mutinait, Terranovait

  - VIII/J.23 bis 25 – Blätterzeolithe
    - VIII/J.23: Barrerit, Brewsterit-Ba, Brewsterit-Sr, Epistilbit, Goosecreekit, Heulandit-Ba, Heulandit-Ca, Heulandit-K, Heulandit-Na, Heulandit-Sr, Klinoptilolith-Ca, Klinoptilolith-K, Klinoptilolith-Na, Stellerit, Stilbit-Ca, Stilbit-Na
    - VIII/J.24: Cowlesit
    - VIII/J.25: Amicit, Flörkeit, Garronit-Ca, Garronit-Na, Gismondin (Rn), Gobbinsit, Harmotom, Martinandresit, Merlinoit, Montesommait, Phillipsit-Ca, Phillipsit-K, Phillipsit-Na, Yugawaralith

  - VIII/J.26 bis 27 – Würfelzeolithe
    - VIII/J.26: Bellbergit, Chabasit-Ca, Chabasit-K, Chabasit-Mg, Chabasit-Na, Chabasit-Sr, Erionit-Ca, Erionit-K, Erionit-Na, Gmelinit-Ca, Gmelinit-K, Gmelinit-Na, Lévyn-Ca, Lévyn-Na, Mazzit-Mg, Mazzit-Na, Offretit, Perlialit, Tschernichit, Willhendersonit
    - VIII/J.27: Analcim, Faujasit-Ca, Faujasit-Mg, Faujasit-Na, Kirchhoffit, Paulingit-Ca, Paulingit-K, Paulingit-Na, Pollucit, Wairakit

## IX Organische Verbindungen

### IX/A. Salze organischer Säuren
- IX/A.01: Oxalate [C2O4]2−: Antipinit, Caoxit, Coskrenit-(Ce), Deveroit-(Ce), Falottait, Glushinskit, Humboldtin, Levinsonit-(Y), Lindbergit, Middlebackit, Minguzzit, Moolooit, Natroxalat, Novgorodovait, Oxammit, Stepanovit, Weddellit, Wheatleyit, Whewellit, Zhemchuzhnikovit, Zugshunstit-(Ce)
- IX/A.02: Andere organische Salze, darunter Mellate, Citrate und Acetate: Abelsonit, Calclacit, Chanabayait, Dashkovait, Earlandit, Formicait, Hoganit, Joanneumit, Julienit, Kafehydrocyanit, Mellit, Paceit, Pigotit
- IX/A.03: Methansulfonate: Ernstburkeit

### IX/B. Stickstoff-freie Kohlenwasserstoffe
- IX/B.01: Kettenförmige Strukturen: Evenkit
- IX/B.02: Ringförmige Strukturen: Branchit (ehemals Hartit), Dinit, Fichtelit, Flagstaffit, Hoelit, Idrialin, Karpathit, Kratochvílit, Phylloretin, Ravatit, Refikit, Simonellit, Wampenit

### IX/C. Harzähnliche Verbindungen
- IX/C.01: Bernstein

### IX/D. Stickstoff-haltige Kohlenwasserstoffe
- IX/D.01: Acetamid, Guanin, Kladnoit, Tinnunculit, Urea, Uricit